# Старый замок (Гродно)
Ста́рый за́мок в Гро́дно (бел. Стары́ за́мак у Гро́дне за́мак Бато́рыя) — памятник архитектуры в Беларуси, комплекс оборонительных сооружений, культовых и светских зданий XI—XIX веков, расположенный в историческом центре Гродно.
Старый замок является единственным сохранившимся королевским замком на территории современной Беларуси. Долгое время являлся резиденцией великих князей литовских и королей польских, и таким образом играл важную роль в жизни четырёх современных народов: белорусского, литовского, польского и украинского.
Замок размещён на высоком и крутом холме на правом берегу Немана близ устья реки Городничанки. Начал строиться во времена Древнерусского государства. Замок неоднократно разрушался, восстанавливался и перестраивался. В его планировке и архитектуре выявляются наслоения многих столетий. Топография местности определила очертания замка, близкого к треугольнику. Протяжённость замковых стен достигала почти 300 м при средней толщине около 3 м. От города замок был отделён оврагом и глубоким рвом.
С начала XII века стал княжеской резиденций Городенского княжества. Здесь были возведены княжеский терем, Нижняя церковь, Верхняя церковь, другие жилые и хозяйственные постройки. В это время в замке были построены каменная стена из плинфы, аналогов которой не было среди других восточноевропейских сооружений.
До наших дней сохранились дворец, фрагменты оборонительных стен, руины Нижней и Верхней церквей, княжеских палат, мост и замчище.
Теперь в замке размещён Гродненский государственный историко-археологический музей. Традиционно весь комплекс сооружений на Замковой горе имеет название Старый замок.
С 2015 г. ведётся его масштабная реконструкция в предполагаемых формах конца XVI века по проекту Владимира Бочкова, руководившего прежде реставрацией замка в Несвиже.

## История

### Летописные упоминания про Городень. Загадка местоположения летописного Городна
«6636 (1127 г.)…Того же лета посла князь Мстиславъ с братьею своею многы кривичи четырьми путьми: Вячеслава ис Турова, Андрея из Володимеря, а Всеволодка из Городна… »
— Ипатьевская летопись, 1127 год, первое летописное упоминание Гродно
Рождение Гродно — тайна, долгое время вызывавшая споры археологов. Не сохранилось подробных летописных известий, легенд или преданий о возникновении Гродно. Только археологические находки позволяют делать выводы о том, что представлял собой город Городень в XIII веке, но не проясняют вопрос о названии города. В 1127 году поселение впервые упоминается как Городень.
Первое упоминание в летописях про Городенских князей относится к 1116 году: «Том жа лете Володимер (Манамах) отда дщерь сваю Огафью за Всеволодка». Всеволод, сын Давыда Игоревича, также как и Агафья, был правнуком Ярослава Мудрого. Городенское княжество находилось в орбите политики киевских князей. В известном походе на Полоцк, организованном киевским князем Мстилавом Владимировичем в 1127 году, когда удар по Полоцкой земле планировалось нанести с четырёх сторон («четырьми путьми»), упоминается и «Всеволодко из Городна»; Городеньские силы названы при этом на третьем месте после Владимира-Волынского и Турова. Таким образом, Гродно уже существовал и Городеньское княжество являлось значительной военно-феодальной единицей. Подтверждением этому может служить факт, что в XII веке на небольшой площади Старого замка находились семь улиц-мостовых, каменный княжеский терем, а перед ним стена из плинфы, аналог которой можно найти разве что в Киеве.
Большинство исследователей утверждало, что город, о котором сообщают летописи, — это Гродно над Неманом. Такой точки зрения придерживались исследователи В. Антоневич, П. Семёнов, П. Бобровский, З. Глогер, разделял её и Евстафий Орловский, который на IX археологическим съезде в Вильно посвятил этой теме свой доклад.
Но существовала и другая группа учёных — Н. Карамзин, С. Соловьёв, Н. Борисов, считавших, что большая отдалённость неманской Городни от важнейших древнерусских политических центров не позволяет соединить её с сообщениями летописей, и поэтому отождествляли летописное Гродно с местечком Городно, находящемся в нынешнем Столинском районе Брестской области. Позже к этой точке зрения присоединились польские исследователи Юзеф Иодковский и Генрик Ловмянский.
Некоторые исследователи (Николай Ермолович и др.) летописные данные XII века относили к пинской Городне, а сведения XIII века — к Городне неманской. В вопросе о местоположении города после XIII века среди учёных не было.
Однако, из-за ограниченности письменных источников ни одна из сторон не могла привести убедительных доказательств в пользу своей позиции. Очевидно, что этот вопрос мог быть окончательно решён только при помощи археологических исследований обоих населённых пунктов.
Археологические раскопки, археологические наблюдения, проведённые в Гродно над Неманом свидетельствуют о существовании на этом месте города в XI веке, в то же время в «пинской» Городне такой древний культурный слой не наблюдается.

### Возникновение поселения на Замковой горе
Удобный для поселения участок берегового плато был освоен человеком ещё в эпоху неолита (7-4 тыс. до н. э.). Об этом свидетельствуют каменные топоры и остатки штрихованной керамики эпохи раннего железного века, датируемой рубежом нашей эры, а также немногочисленные осколки груболепной посуды VI—VIII веков.

Поселение на Замковой горе в X веке. Реконструкция, художник Р. Сташкевич

К концу I тысячелетия нашей эры, когда славяне начали заселять Понеманье, здесь жили балтские племена. В ходе колонизации славяне строили оборонительные поселения-крепости. Первая волна славянской колонизации в Понеманье приходится на вторую половину X века, а известный гродненский историк Е. Ф. Орловский, опираясь на летописные сведения, писал, что киевские князья неоднократно приходили в Городеньскую область в X—XI веках, называя возможные даты — 983, 1038, 1040, 1044 годы. Традиционно считается, что поселение на берегу Немана возникло уже в конце X — начале XI веков, однако некоторые исследователи считают, что оно возникло во второй половине — конце XI века.
Первоначально оно представляло собой природную площадку, искусственно укреплённую с северной стороны рвом и невысоким валом, опоясывавшем площадку. По гребню вала был возведён частокол. Поверхность площадки первоначального поселения имела чашеобразную форму с прогибом в центре. Застройка первоначально размещалась хаотично, по всему детинцу. Позже обозначилась въездная улица, выводившая на небольшую площадь в центре поселения. От неё на запад, север, и восток отходили короткие переулки. Не исключено, что на площади стоял деревянный православный храм, позже уступивший место каменному храму XII века — Нижней церкви. Поселение назвали Городень. Попасть на городище можно было с восточной стороны через ворота, к которым, через глубокий яр был переброшен деревянный мост. Считается, что ворота дополнительно защищали башни. Территория городища была хаотично застроена небольшими деревянными домами, рядом находились хозяйственные постройки: конюшни, амбары, сараи. Единственная улица, шедшая от ворот к центру поселения, завершалась небольшой площадью, вымощенной камнями. Остатки этой брусчатки были найдены во время археологических раскопок. также были найдены оружие, украшения, куски слюды, использовавшейся в качестве стекла, и другие вещи, свидетельствующие, что основную часть населения городища составляли зажиточные люди — княжеские дружинники. Кроме дружины, здесь жили люди её обслуживавшие, в основном ремесленники. Поселение просуществовало недолго и погибло во время пожара, возникшего скорее всего во время одного из вражеских нашествий. Оплавленные куски стекла, слюды и металла свидетельствуют, что пожар был сильным и охватил всё поселение, сгоревшее дотла.

### Возрождение поселения

Реконструкция замка в XII—XIII веках. Согласно Раппопорту.

Поселение играло значительную роль в стратегических планах славянских князей как крепость на балто-славянском пограничье, и потому после пожара жизнь в нём не остановилась, а, наоборот, приобрела больший размах.
Остатки пепелища были засыпаны, а поверхность площадки разровняли. Так образовался первый пласт земли, соответствующий первоначальному поселению второй половины XI века. Над ним лежит следующий пласт, богатый находками XII—XIII веков. Толщина его достигает трёх метров, что свидетельствует об интенсивном строительстве, шедшем на площадке Старого замка.
После пожаров в первую очередь были восстановлены оборонительные укрепления. Укреплённый детинец был построен на месте поселения XI века и стал укреплённым центром древнего Гродно. По краям замкового холма был возведён широкий (до 15 м) и высокий оборонительный вал из песка, культурного слоя и суглинка. В середине для прочности были заложены дубовые и сосновые брёвна, а внешний склон был выложен камнями. По гребню вала, вместо прежнего частокола, построили деревянные стены с боевой галереей, по углам стен и в самых опасных местах обороны были поставлены башни. От возвышения со стороны поля замок отделял глубокий яр. Постепенно были отстроены дома и хозяйственные постройки.

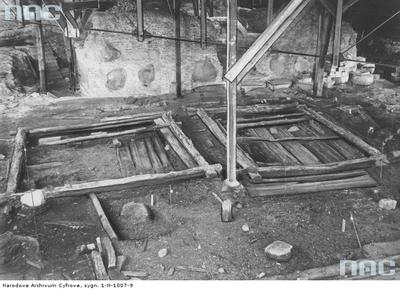
Остатки домов, найденных во время раскопок близ Нижней церкви

Уже в конце XII века Городня выделяется среди других городов Принеманья, что отобразилось и на его планировке.
Планировка поселения определилась на долгие годы, застройка стала более плотной. Наиболее интенсивное строительство на территории замка шло в XII — начале XIII веков, застройка обновлялась каждые 6—8 лет. Центральная часть замкового двора имела деревянную жилую застройку, сохранившую свою планировку на протяжении XII—XVII веков.
Основная улица шириной 2 метра, вымощенная тёсанными досками, шла от въездных ворот к площади, на которой, вероятно, находилась деревянная церковь. Вдоль улицы и отходящих от неё переулков находились небольшие огороженные дворы, принадлежавшие ремесленникам и челяди. Средние размеры Городеньских жилых построек XI—XIV веков составляли 12—16 м², ширина улиц — 2—3,2 м. На каждом дворе находилась деревянная изба (размером примерно 4×4 м с глинобитной печкой и несколько хозяйственных построек. Дома срубной конструкции были, в большинстве своём, однокомнатные, но встречались двух и даже трёхкомнатные дома. Археологи отметили, что, в отличие от других городов, в Гродно дома ставили не на землю, а на фундаменты из камней или на вкопанные в землю деревянные колья. Пол стелился из колотых деревянных досок, в углу находилась печь-каменка.
На территории замка находились и несколько усадеб, состоявших из двух-пяти жилых и хозяйственных построек и, вероятно, среди них были и двухэтажные. Усадьбы огораживались частоколом из плах, дворы, как и уличная мостовая выстилались досками.
Анализ многочисленных находок остатков керамической посуды даёт представление об этническом составе населения города и свидетельствует, что кроме дреговичей и волынян, жителями Городни были и представители западнославянских племён.
Ограниченная оборонительными постройками, площадь городища не давала возможности поселению расти. Строительство перекинулось на противоположное возвышение, известное теперь как Новый замок, где селились ремесленники и торговцы.
Поселение быстро разрасталось, и уже в XII веке имело крепкие деревянно-земляные укрепления. На северном склоне холма учёные нашли руины каменной стены длиной около 12 м, сложенной из кирпича-плинфы. Некогда её длина достигала 45 метров, ширина — 1,5 м, а высота — не менее 5. Остатки другой кирпичной стены были открыты в восточной части детинца. Подобные деревянно-каменные оборонительные сооружения, датируемые XII веком, нигде более на белорусских землях не встречаются. В сочетании с 30-метровой кручей горы и водами Немана древний Городень был почти неприступен.
В начале XII века крепость превратилась в княжескую резиденцию (замок), столицу удельного княжества. На берегу Немана был построен двухэтажный княжеский терем, в центре замка возведена большая богато украшенная Нижняя церковь, значительно возвышавшаяся над скромной деревянной застройкой. Месторасположение церкви определило направление улиц: одна проходила с севера на юг, вторая с запада на восток. Въездные ворота находились в восточной части замка.
Среди основных занятий жителей поселения были пахотное земледелие и животноводство. Значительную роль играли охота и рыболовство, при этом охота по своему значению не уступала животноводству. Ремесло в первоначальном поселении представлено только изделиями гончаров и кузнецов, его развитие началось только с возникновением города, когда в нём начали селиться многочисленные ремесленники и торговцы.

### Замок во время борьбы с Галицко-Волынским княжеством. Вхождение в состав Великого княжества Литовского
До середины XIII века город вместе с замком постепенно развивался, его обходили стороной военные бедствия. Так, большинство исследователей сходятся во мнении, что Гродно избежал судьбы других древнерусских городов, погибших во время монгольского нашествия. По крайней мере, факт уничтожения города татарами не находит археологического подтверждения. Гродненское княжество хотя и имело пограничное положение и находилось в тесных связях с местными балтским племенами, однако и эти отношения имели преимущественно характер мирного сосуществования.
Положение коренным образом изменилось в середине XIII века, когда для замка и города настало время суровых испытаний. На протяжении двадцати лет город представлял собой арену военных действий. После смерти в 1241 году городенского князя Юрия Глебовича, внука Всеволода Давыдовича город стал объектом жёсткой борьбы между галицко-волынскими и литовскими князьями. С середины 40-х годов XIII века усилиями Миндовга и Эрдивила Городень вошёл в состав Великого княжества Литовского. В 1253 году галицкий князь Даниил Романович захватил город, но ненадолго, поскольку в 1259 году ему пришлось снова воевать за него. В 1264 году Городень перешёл к его сыну Шварну Даниловичу. После смерти Шварна Владимир Василькович волынский не смог удержать Городень и в 1270 году он перешёл в руки литовского князя Тройдена, который, как считается, до этого был городенским князем.
Чтобы укрепить своё положение, Тройден поселил в Городне и Слониме бежавших от крестоносцев пруссов.
В 1274 году Тройден вместе с городенской дружиной напал на Дрогичин-Надбужский, принадлежавший галицко-волынскому князю Льву Даниловичу, захватил город и «избиши вся и мала и до велика».
Нападение городенцев вызвало жестокую месть князя Льва Даниловича. В его конфликт с Тройденом были втянуты почти все соседние княжества. Галицкий князь обратился за помощью к татарскому князю Менгутимеру, «прося себе помочи у него на Литвоу». Дав Льву войско во главе с воеводой Егурчином, Менгутимер одновременно заставил идти на «Литву» зависимых от него брянского и смоленского князей. К этому союзу присоединились пинская и туровская дружины. Галицко-татарский поход 1274 года был тяжёлым ударом для Городна, но он не достиг окончательной цели из-за ссор и отсутствия единства в стане союзников.

«Пруси же и Бартеве, выехавше из города, удариша на не ночь и избиша е все, а другие изомаша и в город ведоша…»
— Ипатьевская летопись о событиях 1277 года
В 1277 году на город вновь напало галицко-волынское войско во главе с князьями Мстиславом, Юрием и Владимиром, но и на этот раз их постигла неудача. Перебежчик сообщил городенцам о неурядицах во вражеском войске, а те направили на него дружину пруссов. Пруссы одних разбили, других взяли в плен. На следующий день южнорусские князья штурмовали Городень. Как сообщает летопись, защитники города «аки мертва стояша на забролях города». Такого отпора нападающие не ждали и стали просить мира, «како города им не имати», и ушли прочь: «городу не вспеша ничего же тако возвратит а во свояси».
Считается, что с этого времени Городень окончательно вошёл в состав Великого княжества Литовского.

### Облик замка во второй половине XIII — начале XV веков. Дальнейшее развитие поселения
Детинец по-прежнему имел деревянные стены-городни, по верху которых шла боевая галерея, прикрытая бруствером-заборолом. Сохранились также и каменные стены XII века. Основной точкой обороны стала каменная башня-столп. Она находилась рядом с воротами детинца и выступала за линию стены. Такое удобное местоположение давало возможность защитникам держать под обстрелом мост, ворота и часть прилегающей к воротам стены.
На это время приходится упадок в экономическом развитии поселения. Беспрестанные войны, постоянная угроза уничтожения не способствовали развитию города. Археологические раскопки на территории Старого замка вскрыли трёхметровый культурный слой, образовавшийся за отмеченное время. Он беден на находки. Основную их часть составляет оружие, главным образом наконечники стрел. Находок, свидетельствующих о состоянии ремесла настолько мало, что многие исследователи говорят о замедлении и, даже, об остановке развития города в это период.
В это время в надлежащем состоянии поддерживались только городские укрепления, никакого особого строительства не велось.
В 1312 году гродненским кастеляном стал Давид Гродненский, сумевший защитить город от нашествий крестоносцев. Одержав долгожданную передышку в беспрестанных битвах с крестоносцами, городенцы стали отстраивать свой город и замок.
Именно в это время, в XIV веке на руинах сгоревшей в 1183 году Нижней церкви был построен небольшой квадратный в плане храм с одной апсидой — Верхняя церковь.
По свидетельству Ипатьевской летописи, во второй половине XIII века замок имел рубленые стены из брёвен с прикрытыми брустверами боевыми площадками.

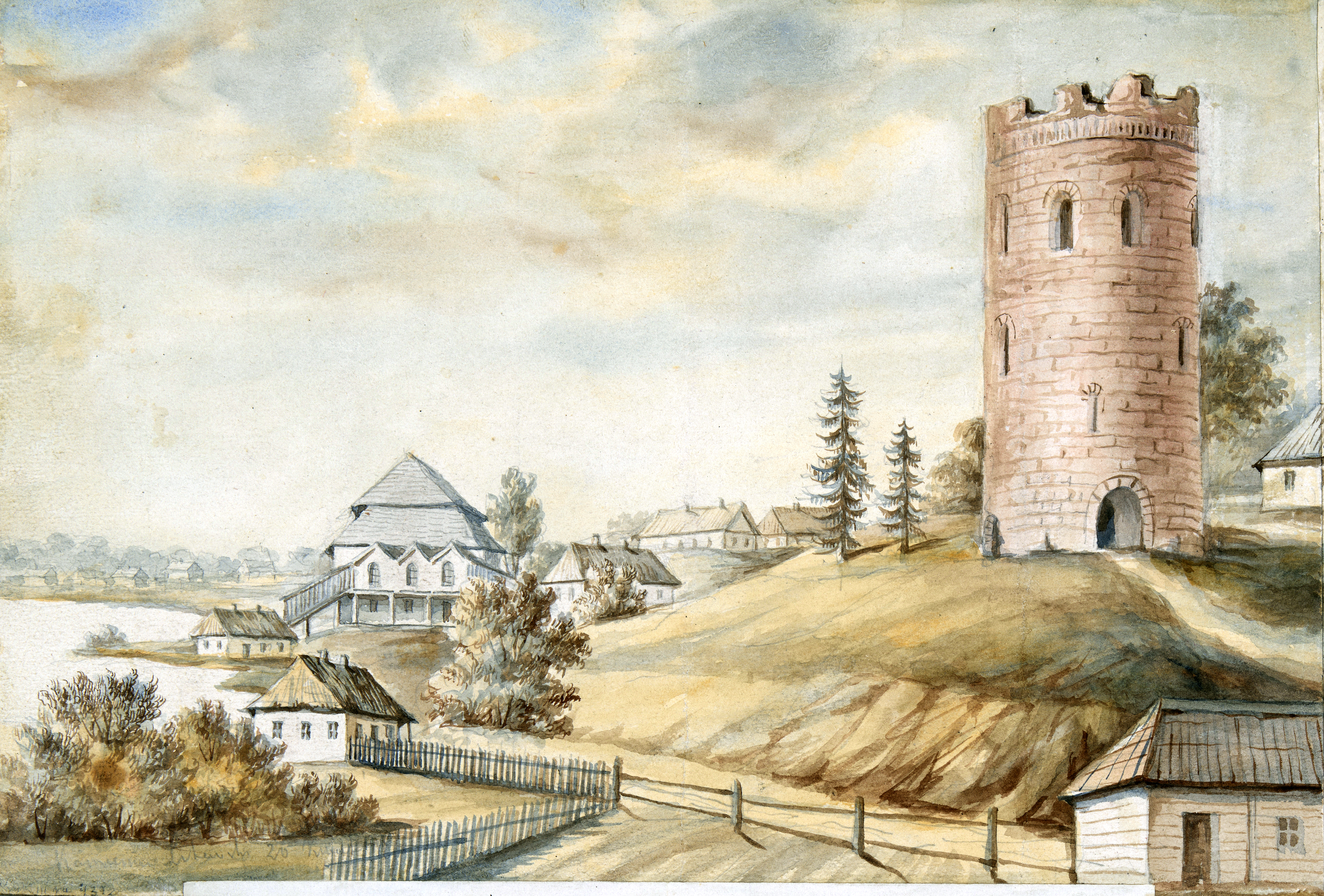
Каменецкая башня на рисунке Н. Орды. Согласно летописным сведениям похожая башня была построена в замке и разобрана в XVI веке. Её местоположение точно не определено.

«Столп бо камен высок стоя перед вороты города, и бяху в нём заперлися Прузи, и не бысть им мимо онъ пойти к городу, побивахуць бо со столпа того; и тако приступиша к нему и взяша и, страх же велик и ужасть паде на городе, и быша аки мертвее стояще на заборолех города, о взятьи столпа, зане то бысть упование их.»
— Ипатьевская летопись о событиях 1277 года
В это же время в замке была возведена мощная каменная башня-донжон (вероятно типа бергфрид), очень похожая на Каменецкий столп. Вероятно, что башню-столп в Городне построили волынские мастера. впервые она упоминается в письменных источниках в 1277 году во время описания похода галицко-волынских князей на Городень. Летописец сообщает, что «столп» стоял перед въездом в замок, перед самыми воротами. Башня-донжон простояла до XVI века, после чего была разобрана. Достаточно интересной представляется проблема размещения в системе замковых укреплений Городенского «столпа». Большинство исследователей считают, что он находился на площадке Старого замка, поблизости от входа и в структуре стен, — там, где показана высокая круглая башня на гравюре Тюнда конца XVI века. Однако, тщательно проанализировав сообщение Ипатьевской летописи за 1277 год, польские исследователи Ю. Войцеховский и С. Александрович, а также их белорусские коллеги Ю. Заяц и М. Макаров пришли к выводу, что «столп» мог располагаться на соседнем холме Нижнего замка и был соединён с воротами Старого замка мостом. Такое размещение башни создавало возможность полного контроля над входом в замок, однако её захват не означал падения всего «града», как это и описано в летописи. Примерно такого же мнения придерживался Н. Воронин, считавший, что каменная башня находилась не буквально перед замковыми воротами, а рядом с ними, выступая за линию оборонительных укреплений так, что с башни можно было защитить и стены, и замковые ворота. Исследователь высказал резонную мысль о том, что «столп» XIII века был включён в состав более позднего каменного замка Витовта с высокой круглой башней, стоявшей на повороте восточной стены замка и сильно выступавшей вперёд.
В это же время за границами города возникает так называемый «окольный город» — торгово-ремесленный посад, который по площади был уже больше детинца и который в XIV веке упоминается под названием «Нижний замок».
В XIV веке на руинах сгоревшей в 1183 году Нижней церкви был построен небольшой в плане храм с одной апсидой — гродненская Верхняя церковь.

### Замок во время борьбы с нашествием крестоносцев. Давид Гродненский
В XIII—XIV веках Гродненские укрепления считались ключом к Понеманью, овладеть замками стремились крестоносцы. Этот ключ не только замыкал водный и сухопутный путь в глубину края, но и охранял зажиточный город, бывший значительным торгово-ремесленным, религиозным и культурным центром обширного края земель восточных славян. Крепость над Неманом с её выгодной стратегической позицией была главной помехой на пути восточной экспансии немецкого ордена, а сам город — важной экономической базой в борьбе Великого княжества Литовского с крестоносцами: здесь находились основные склады провианта и амуниции. каждый поход против немецких рыцарей начинался в Гродно, в том числе и на Грюнвальд в июле 1410 года. Формальным предлогом для походов стали язычники-пруссы, спрятавшиеся здесь.
Первое столкновение с крестоносцами произошло в XII веке и стало для защитников Гродно одновременно и трагическим и поучительным. В 1284 году войско магистра Тевтонского ордена Конрада Тирнберга осадило город. Крестоносцам не удалось взять замок штурмом. Нападавшие овладели городом только после измены пруссов Скомунда и его брата, живших раньше в Пруссии, сожгли город и разрушили укрепления.
Замок был быстро восстановлен и уже зимой 1296 года вновь осаждён Тевтонским орденом во главе с комендантом замка Бальги Зитфридом Райбергом. Несмотря на то, что враг захватил сам город и разрушил его, так же как и окрестности, сам замок крестоносцы не взяли, а сам Райберг вероятно погиб под его стенами.
Крестоносцы повторили поход через несколько месяцев во главе с комендантом Бальги Зуцвертом. Рыцари встретили сильное сопротивление защитников замка и были вынуждены бесславно вернуться домой.
Зимой 1305 года произошла очередная осада. Гродненцы оборонялись два дня, пока не пришла подмога. В 1306 году крестоносцы вновь появились под стенами замка, но смогли занять только посад. Ещё два нападения ордена в 1311 и 1314 годах оказались неудачными для них, несмотря на то, что их войско достигало 6 тысяч человек, им так и не удалось захватить замок.
Большую роль в обороне Гродно и всего Понеманья играл кастелян гродненского замка князь Давид Гродненский. Пока он был жив, крестоносцы Прусского ордена не отваживались нападать на Гродно. Со смертью князя завершилась полоса относительного покоя в жизни гродненцев.
В начале 1328 года большое войско крестоносцев во главе с гроссмейстером Тевтонского ордена с отрядом в 60 рыцарей и 300 простых ратников подошло к стенам Гродно. Большая часть спряталась на подступах к замку, а остальные начали грабить предместья, после чего отошли. Жители города, решив, что крестоносцы ушли совсем, вышли из укреплений. В это время захватчики бросились из засады на город, разграбили его и сожгли, а жители города заплатили большую контрибуцию.

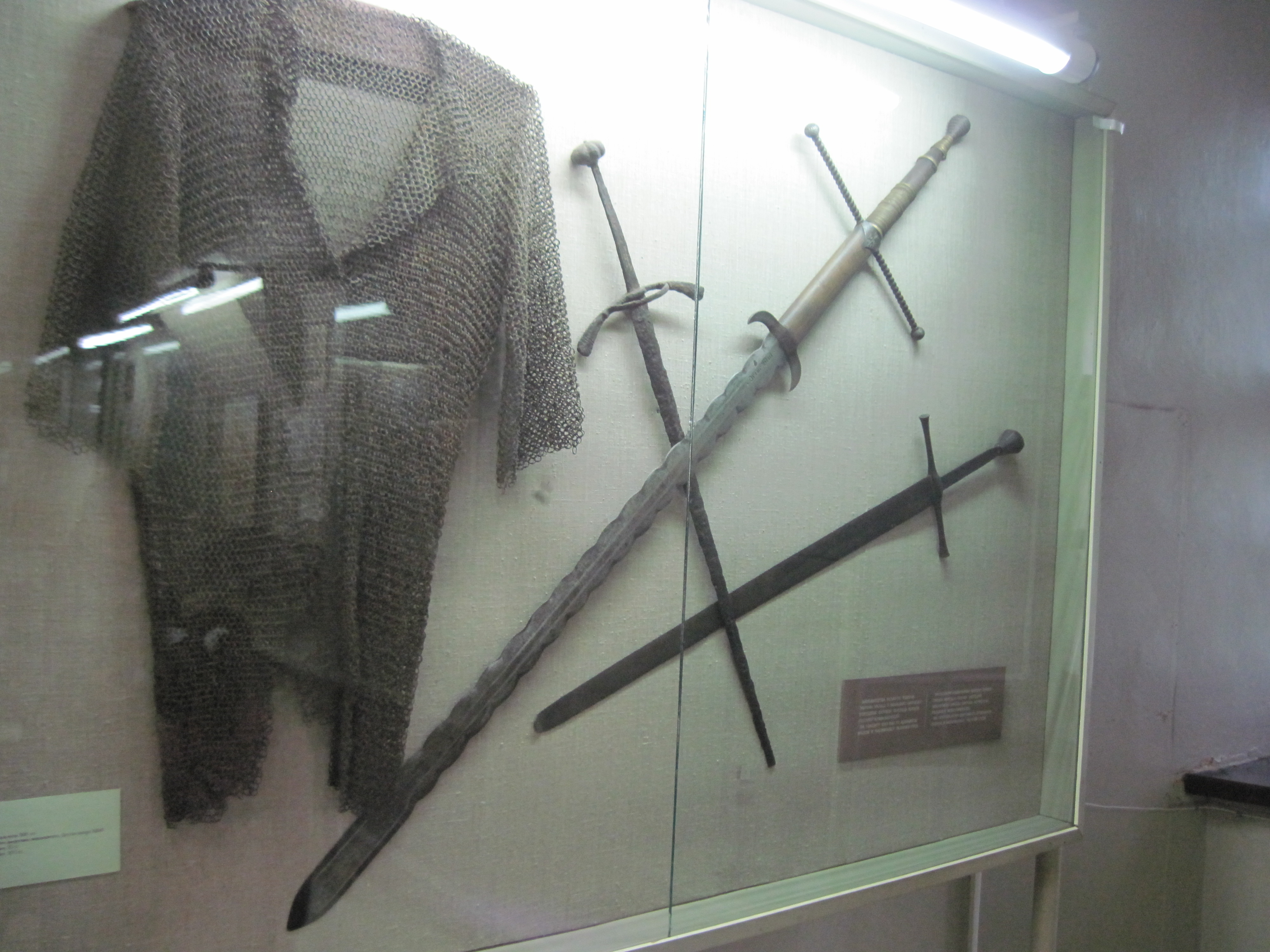
Экспозция оружия в музее замка. На длинном мече крестоносев имеется надпись — «Пей кровь», звучащая как девиз завоевателей

Жизнь в Городне наладилось только в к середине XIV века. Так, в 1356 году жители города участвовали в военном походе в Прусскую провинцию Альтенштадт и взяли в осаду город Гутенштадт, а в начале лета главный маршал Прусского ордена Генинг Шиндекопф с большим войском направился к Городну. Рыцари пытались переправиться через Неман, но в это время их атаковали горожане. потери врага, по-видимому, были очень большими, поскольку руководители похода отказались от осады Городна.
В 1364 году удачи под стенами Городенского замка искал уже Ливонский орден, под знамёна немецкого графа фон Ханау собралось около 40 князей из разных стран Европы. Однако, удача отвернулась от крестоносцев, замок остался непокорённым. Ливонский хронист отметил, что воины «безжалостно разорили окрестности города, забрав много людей в неволю». Крестоносцы повторили поход в 1373 году.
В 1375 году войска перфекта Ратенбурга герцога Альберта фон Заксена встретила жёсткий отпор жителей Гродно. Удача была на стороне оборонявшихся, большинство захватчиков было ранено или убито, сам герцог попал в плен, остальные убежали с поля боя. Однако, уже в 1377 году а после в 1379 прусские крестоносцы при поддержке 2000 австрийских и других европейски рыцарей опять появились под стенами Гродно.
Новый этап в жизни замка начинается во времена правления Витовта, ставшего городенским князем в 1376 году. Городень был наследственным владением князя. После того, как в 1386 году его двоюродный брат Ягайло стал польским королём, Витовт стал претендовать на великокняжеский престол в Вильно. Между братьями началась междуусобная война, одним из эпизодов которой стала осада городенского гарнизона в 1390 году.
Замок, которым владел Витовт, изведал 50 дней осады со стороны войск Ягайло. Сначала, после многочисленных штурмов пал Нижний замок. В это время Витовт с союзными крестоносцами пытался помочь защитникам замка из собственноручно созданных укреплений на противоположном береге Немана, названных им Новый Городень. Через реку была переброшена железная цепь, к которой прикрепили лодки, и таким образом сделали мост. По нему из замка вынесли раненых, а также ввели в замок подкрепления. Такое положение вещей не нравилось Ягайло, приказавшего нарубить выше по течению толстых деревьев, связать их в плот и пустить по реке. Этот импровизированный таран разрушил мост, положение оборонявшихся вновь ухудшилось, и на 50-й день осады замок сдался. Известный историк Ян Длугош сообщает, что в 1390 году в штурме замка использовались различное военное снаряжение, бомбарды, баллисты.
Чтобы заручиться поддержкой городенцев, Ягайло в 1391 году даёт городу первый привилей на самоуправление по Магдебургскому праву и укрепляет гарнизон крепости отрядом польских воинов. Но когда Витовт вместе с союзными крестоносцами во главе с Конрадом Валленродом подошёл к городу, городенские воины закрыли польских солдат в башне и сдали крепость. За помощь в борьбе с Ягайло, Витовт позволяет крестоносцам построить в своих владениях три замка: Нойгартен, Метенбург и Ритенсведер.
Союз Витовта с крестоносцами был недолгим, после подписания в 1392 году Островского соглашения, он объединился с Ягайло против общего врага — Прусского ордена. В ответ орден организовал в 1393 году поход большого рыцарского войска на Городню. После трёхдевного штурма замок был захвачен и разрушен. Но уже через несколько лет замок восстал из пепла.

### Замок Витовта
В 1398 году в деревянном замке случился большой пожар, в котором чуть не погиб сам Витовт с семьёй. Согласно преданиям, Витовт вместе с женой успел выбежать их охваченного огнём здания благодаря приручённой обезьяне. Но дворец и другие постройки сгорели.

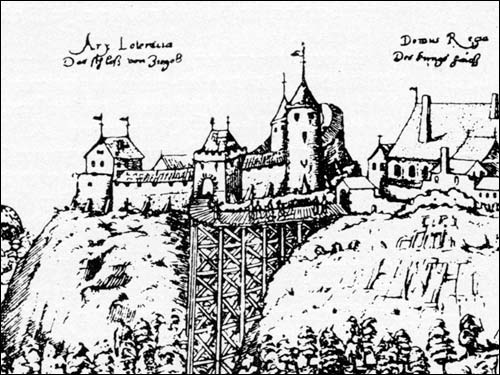
Замок Витовта на гравюре третьей четверти XVI века.

После было решено больше не строить деревянные постройки, на месте детинца возник крепкий каменный замок. Для своего времени замок был исключительно крепким, первоклассным укреплением. В нём гармонично сочетались природные укрепления, на которых были поставлен сильный комплекс каменных укреплений, за которыми во время опасности прятались горожане и окрестные жители.
Сгоревшие остатки старого замка разобрали, частично сбросили вниз, а на их месте возвели новые каменные стены. Фундаменты из больших камней на растворе заложили на глубину одного метра: они были сложены из громадных валунов, переложенных рядами крупноразмерного кирпича. По мысли Ярослава Войцеховского, кладка стен замка близка к стенам прибалтийских, а точнее литовских, замков. Историк архитектуры В. А. Чантурия сравнивает кладку замка в Гродно с кладкой стен псковского и гдовского кремлей, связывая это с тем, что замок, вероятно, возводили пленные, захваченные Витовтом во время его похода на Псков.
Могучие стены трёхметровой толщины были сложены из камня и крупноразмерного кирпича и достигали высоты 6—8 метров. Обращённая к Неману стена была 120 метров длиной, стена со стороны Городничанки 90 м, стена со стороны города состояла из двух участков 24 и 46 м.

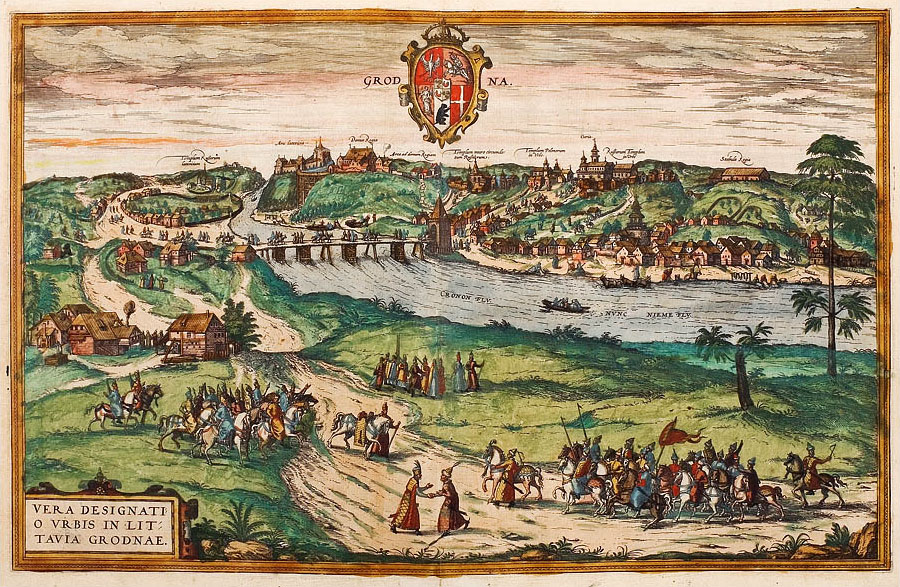
Гродно. Гравюра в издании Брауна-Хохенберга, 1575

Замок имел пять башен, в том числе надвратную башню, круглую в основе башню-столп и ещё три квадратные в плане башни размером 12×12 м. Надвратная башня с тюрьмой под ней имела подъёмный мост через сухой ров, отделявший её от от городского посада — Нижнего замка. В верхней части башни находились нависающие бойницы-обломы, за зубцами — боевая площадка.
Вторая башня находилась на берегу Немана, третья — на мысу Городничанки, четвёртая — в юго-восточном углу, пятой башней замка, был, вероятно, «столп». Нервюры и портал готической башни на мысу замка напротив Коложи были выложены из профильного кирпича, найденного во время раскопок. При постройке замковых стен кроме полевых камней использовались крупноразмерные кирпича-пальчатка, средние размеры которых равны 28-27×12-13×8-8,5 см.

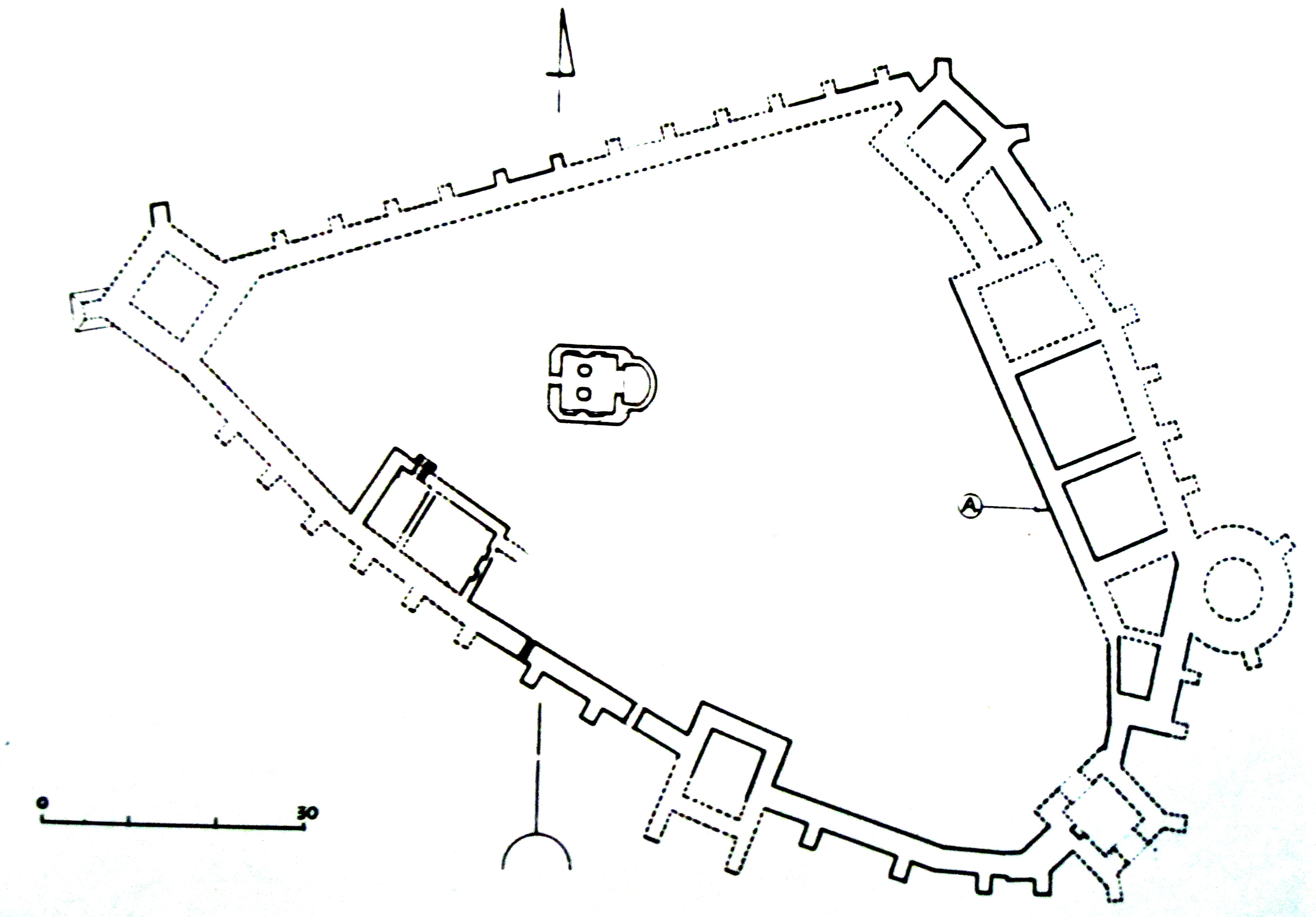
План замка Витовта согласно реконструкции Войцеховского

В линию обороны входил новый каменный дворец Витовта, имевший размеры 45×15 метров. 50-метровый сухой ров отделял замок от города и Нижнего замка, укрепления которого также были каменными. Остатки этих укреплений, возведённых в XIV—XV веках ещё видны на гравюре Гродно 1568 года.
Каменный дворец Витовта был построен между круглой и юго-восточной башнями. Двухэтажная постройка была приспособлена для обороны. Стена обращённая к городу, имела узкие окна-бойницы. Мощные контрфорсы укрепляли стены и башни. Вся архитектура замка, ставшего представительской княжеской резиденцией, имела готические черты.
Во второй половине XV — начале XVI века остроконечные готические крыши замкового дворца украшала зелёная глазурная коньковая черепица с большим декоративным шипом.
Дворец князя примыкал и соединялся с въездной башней через второй этаж, а с второго этажа дворца имелся переход также к надвратной башне. К оборонительным стенам примыкали хозяйственные постройки. Так, к оборонительным стенам со стороны обеих рек — Немана и Городничанки примыкали каменные казематы, имевшие различное военно-хозяйственное предназначение. Готический каземат, фундаменты которого были найдены в раскопе 1985 года, был построен на остатках стены XII века. От него сохранились пяты сводов и сожжённый деревянный пол. Каземат был разрушен во время большого пожара в XVI веке. Двор перед княжеским дворцом и воротами был вымощен.
Строительство замка завершилось примерно в 1400 году, а уже в 1402 и 1403 годах замок изведал последние осады крестоносцев. Но захватчики даже не попытались его штурмовать, ограничившись только грабежом окрестностей.
Дворец Витовта был почти полностью разрушен после постройки дворца Батория, только в двух местах части его включили в новый дворец, возведённый в соответствии с новомодными архитектурными веяниями того времени. От него осталась только северная стена длиной 9,7 и высотой 2 м. C торца восточной стены дворца Витовта сохранилась часть готической башни и небольшого окна, с южной стороны торца виден переход к надвратной башне. Археологи расчистили нижние части стен дворца Витовта и ещё в 1950-е годы посетителям музея показывали эти стены в подвалах здания. Однако в «эпоху застоя» (1970-е годы) низкоквалифицированное руководство музея не ценило эти руины — подвалы дворца были приспособлены под гардероб для посетителей, при этом часть памятника была непоправимо повреждена.

### Замок после битвы при Грюнвальде

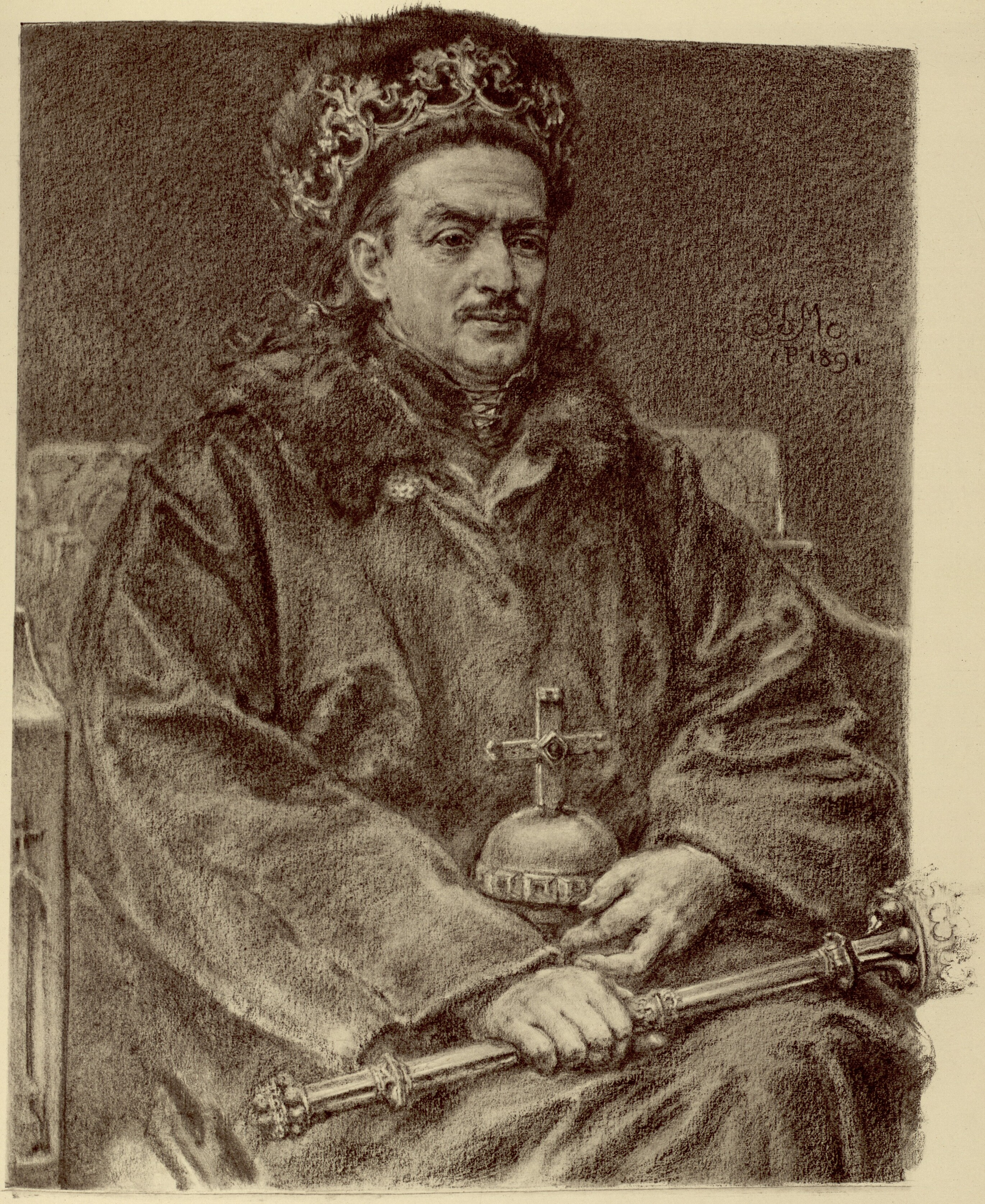
Казимир IV (художник Ян Матейко) много времени проводил в своей Гродненской резиденции. Сюда ему привезли королевскую корону, здесь он встретил свой последний день.

После Грюнвальдской битвы, в которой участвовали и воины из Гродно, для города началась мирная жизнь. С врагом, который более века разорял белорусское Понеманье было покончено. Однако укрепления замка ещё поддерживались в надлежащем состоянии, для этого горожане выполняли так называемую «городовую работу». Они следили не только за состоянием гродненских укреплений, но и на 60 дней направлялись на работы по ремонту других замков, в том числе и Виленского. В свою очередь для работ по укреплению гродненской твердыни привлекались и жители других городов, как, например, Волковыска.
После получения Городном Магдебургского права в нём была введена городская военная организация с разделением на десятки и сотни, с собственными боевыми флагами и гербом. В замке находилось большое количество оружия, а в 1540—1541 годах замковую артиллерию обслуживали двенадцать пушкарей. Вообще, в XV—XVI веках, из-за географического положения Гродно, находившегося в глубине страны, нужда в укреплениях постепенно уменьшалась.
Поэтому, в XV веке после разгрома крестоносцев, а также в связи с развитием военно-инженерного дела (усовершенствования, произошедшие в сфере тактики осады и вызвавшие введение в широкое обращение огнестрельного оружия) Старый замок стал терять своё стратегическое положение, превращаясь в великокняжескую резиденцию, а затем и в место проведения посещений городских судов и судов Гродненского уезда, а также хранения актовых книг.

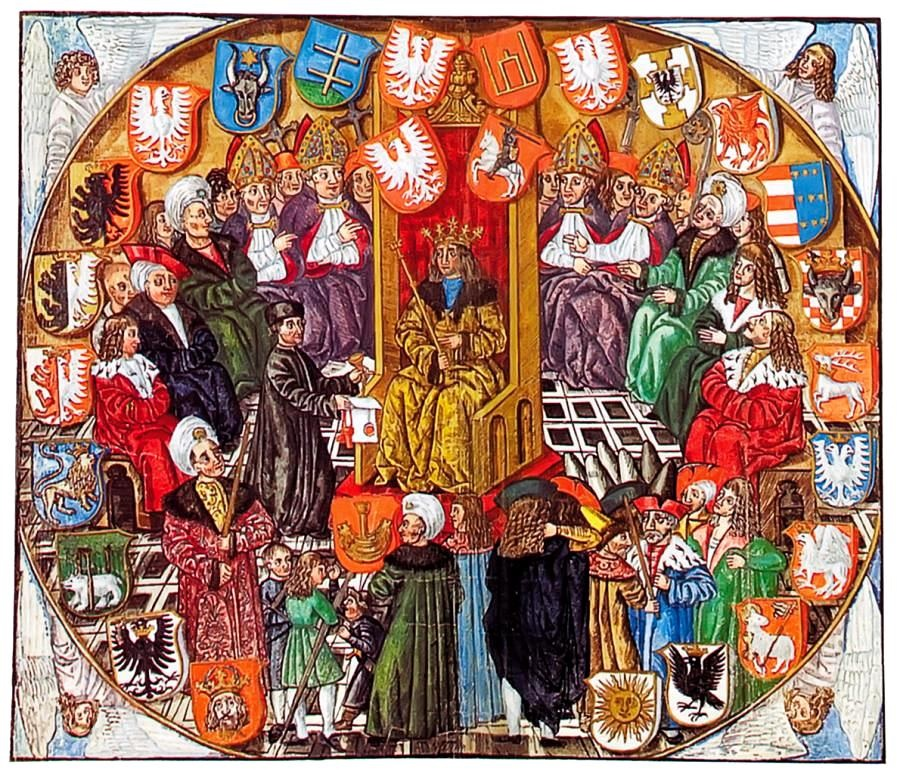
Александр Ягеллончик был избран великим князем на городенском сейме. Дереворит, 1506

Жизнь в замках и городе в этот период стабилизировалась. Неоднократно здесь проходили переговоры, встречи великого князя Витовта и короля Владислава II Ягайло, так, они здесь вместе праздновали в 1414 году Рождество и свадьбу Витовта с Ульяной Гольшанской в 1416 году.
Часто бывал в гродненских замках преемник Витовта Свидригайло, затем Сигизмунд Кейстутович. С 1440 года замок перешёл во владение великого князя Казимира IV, который принимал здесь посольство из Кракова, привезшее ему королевскую корону. Казимир часто останавливался в Гродно на отдых во время охот и путешествий. Свой последний день жизни 6 июня 1492 года он встретил также в Гродно, в так называемом Королевском доме, построенном напротив Старого замка. В том же году городенский сейм избрал очередного князя — Александра.

### Перестройка замка во время правления Стефана Батория. Облик замка
Возможно, самым известным владельцем замка является король Речи Посполитой Стефан Баторий, который не желая зависеть от придворных интриг в Кракове и Вильно превратил Городню в свою главную резиденцию. Речь Посполитая в то время вела войну с Иваном Грозным, и чтобы быть ближе к театру военных действий, с 1579 года король фактически переносит в Городню столицу государства и военную ставку. Стефан Баторий находил здесь покой и одиночество, после военных походов. проводил время в охотничьих забавах, принимал иноземных послов, тут же созывал Раду Сената Речи Посполитой.
Таким образом, в 1576—1586 годах Гродненский замок стал главной и любимой резиденцией короля Стефана Батория.
Естественно, что старый, сильно обветшавший дворец великого князя Витовта уже не подходил для короля и его многочисленной свиты и имел нужду в основательной перестройке. В соответствии с новейшими архитектурными веяниями Стефан Баторий превратил Старый замок в пышную королевскую резиденцию, напоминавшую своим оформлением итальянский палаццо.

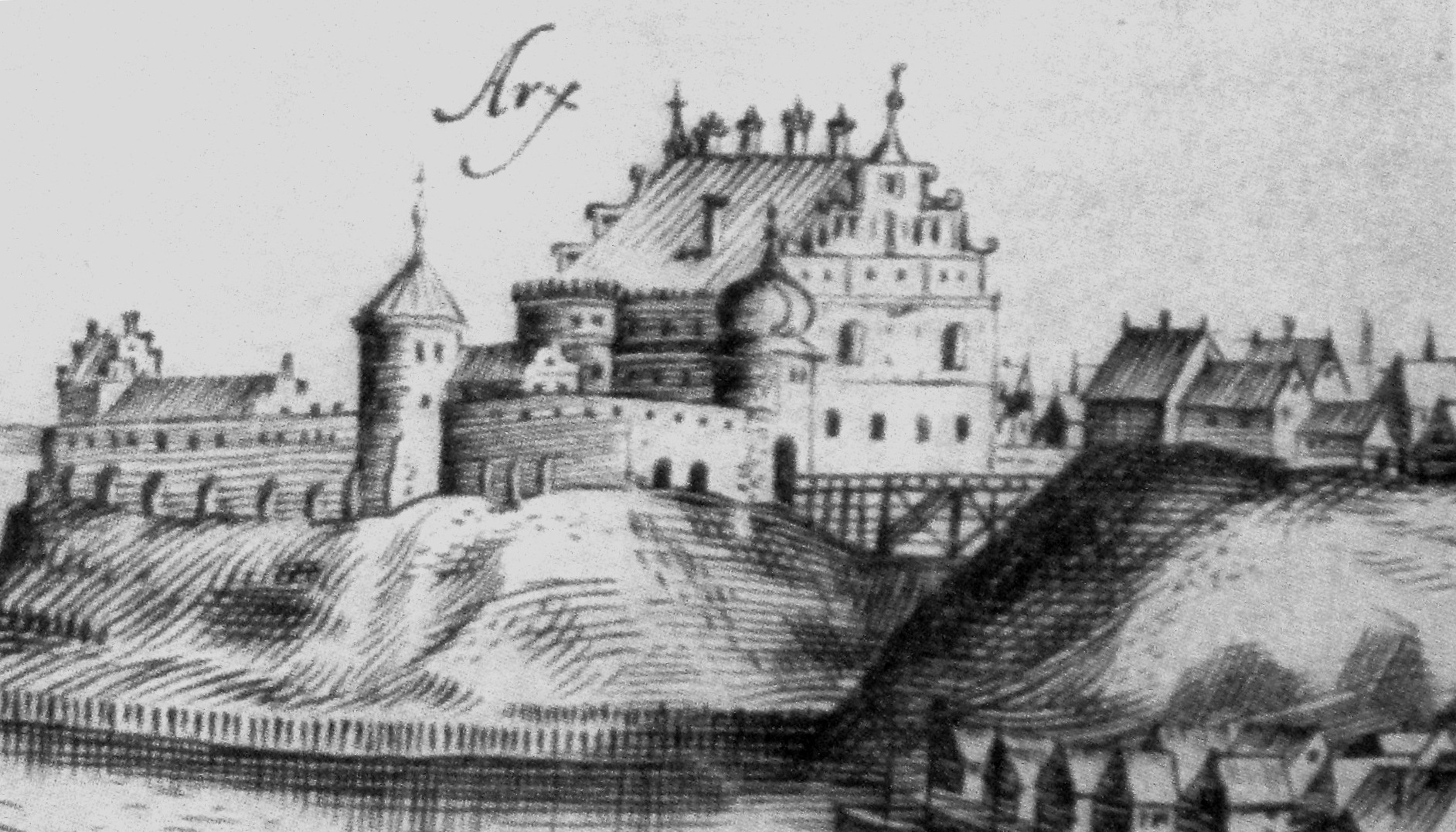
Старый замок на гравюре Т. Маковского. 1600

Замок был перестроен в 1580-х годах в стиле немецкого маньеризма архитектором Йозефом Ройтеном. По версии директора гродненского историко-краеведческого музея Ю. Китурки, замок был перестроен архитектором Санти Гуччи. Также существует версия, что для реконструкции замка был приглашён итальянский архитектор Скотто из Пармы
Инициатором перестройки своей резиденции стал сам король, Стефан Баторий, превративший Гродно в фактическую столицу Речи Посполитой. При нём началась перестройка верхнего Замка, после которой тот утратил суровые, аскетические готические черты, избавился от ряда старых построек и башен. Исчезает проезжая башня, башня—донжон, дворец Витовта.
На месте конюшен замка Витовта по проекту архитектора Ройтена был построен двухэтажный дворец в стиле маньеризм, напоминавший в плане вытянутый в длину и несколько перекошенный прямоугольник размером 21×60 м. Дворец был украшен декоративным защитным аттиком, украшенным арками с фигурными навершиями и тонким украшением окон.
Здание имело высокую двускатную крышу, и было накрыто красной черепицей. В центре главного фасада находилась парадная лестница, двухъярусный ризалит с аркадой, которая вела на второй этаж в королевские покои. Остальные входы были очень скромными. Вход на первый этаж был рядом с парадной лестницей, а на третий — в северном торце.
Балюстрада была каменной, а частично железной. Фасад со стороны города украшали эркеры: 6 по бокам — шестигранные, с шестью окнами и куполоподобными крышами, а в центре — куполоподобный эркер с четырьмя окнами. Фасад и фронтоны было украшено двухцветным сграффито. Такое украшение создавалось благодаря двухслойной штукатурке. Её нижний слой наносился раствором тёмно-серого цвета, верхний — белого. После, верхний слой процарапывался до нижнего. Если судить по сохранившимся мелким фрагментам, то сграффито представляло собой растительный орнамент в виде фестонов, гирлянд с отдельными изображениями: голова льва, геральдические мотивы. Последние украшали и ворота. В окаймлении окон и дверей рисунок сграффито создавал вокруг архитектурных деталей условные рамы, порталы, а около эркеров — декоративные пояса. Окна имели каменное оформление в виде тонких рамок с растительным орнаментом. Каменная резьба украшала также эркеры и порталы дверей.

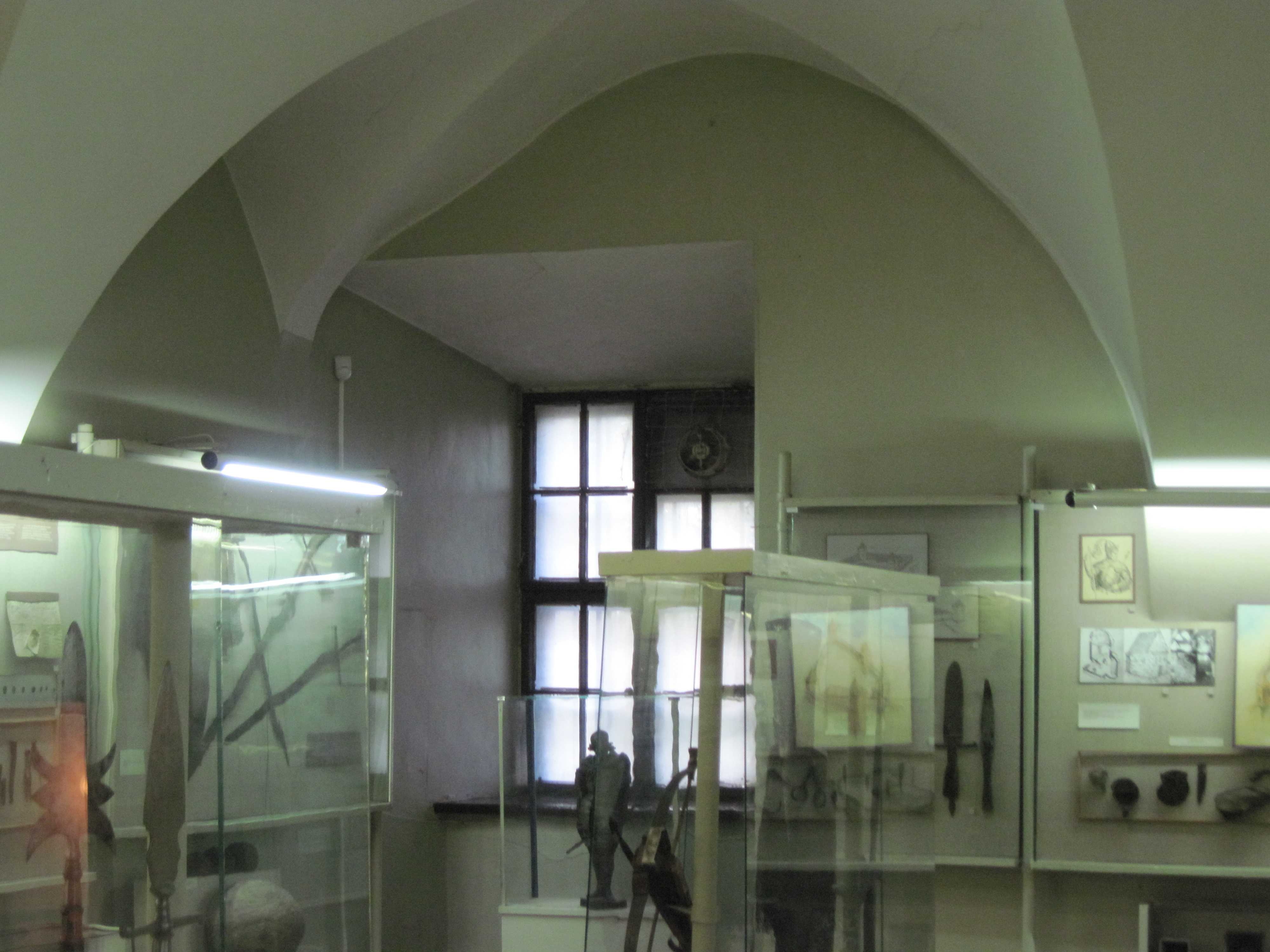
Первый этаж замка

Первый этаж имел сводчатые перекрытия, здесь находились канцелярия, архив, сокровищница, кладовая, и караульня. Всего на этаже было десять помещений. Из парадного квадратного в плане вестибюля левые двери вели в большую залу с семью окнами и сводами на двух восьмигранных столбах (теперь они включены в перегородки). Восточный столб поставлен на фундаменте стены Витовта, западный опирается на собственный фундамент. Двери из вестибюля напротив входа вели в прямоугольное помещение с двумя окнами, где, судя по описи 1653 года, хранилось столовое серебро. Помещение в виде неправильной трапеции около служебной лестницы (со стороны Городничанки) отводилось для архива. Такая форма помещения получилась в результате включения части дворца Витовта в баториевский дворец. На антресолях здесь было помещение для охранников. Остальные помещения нижнего этажа предназначались для хозяйственных и военных нужд. Кордегардия около въезда была пристроена позже (упомянута только в инвентаре 1680 года), и гарнизон пока размещался в помещениях рядом с ним.
Стены первого этажа были оштукатурены, пол был покрыт керамическими плитками. Двери были дубовыми, а некоторые даже железными, окрашенными в чёрный или зелёный цвет, что придавало помещениям черты солидности и строгости. В центре первого этажа дворца находились квадратные сени. Только из них можно было попасть в изолированную от других помещений небольшую комнату с двумя окнами в сторону города, служившую сокровищницей. Наиболее интересной была большая сводчатая зала в северо-западной части дворца. Зала имела семь окон, из которых три выходили на двор, а четыре были в стене со стороны города.
Второй этаж занимали королевские покои — помещения с высокими резными и лепными потолками, каменными либо керамическими (из разноцветных плиток, покрытых глазурью) полами, изразцовыми печами и декоративными порталами. На втором этаже согласно инвентарю 1653 года было 14 комнат: сени, зала столовая, комната со стороны двора, небольшая передняя, комната со стороны двора с эркером, комната «боковая», вторая комната «боковая», третья комната «боковая» с выходом в средний эркер, четвёртая «боковая» комната, комната со стороны города, комната «в сторону от двора», помещение для телохранителей, комната «также от двора» из которого двери вели в сени и на парадную лестницу.
Последней в инвентаре обозначена королевская спальня, угловая комната с востока, имевшая выход в эркер. Все помещения объединялись в типичную дворцовую анфиладу.
Это были богато украшенные большие помещения с высокими потолками. Стены были выложены полированным гипсом. Каменный резной декор был дополнен сграффитовой росписью с растительными мифологическими мотивами. Потолки украшала резьба или лепнина. Особенно примечательными были своды столовой залы «с розами и куклами золотистыми», аналогичные сводам посольской залы в Вавеле. Двери резные и полихромные, чаще всего с мраморными порталами. Пол был выложен мрамором или глазурными керамическими плитками. Выразительным элементом в оформлении комнат были камины и печи. Последние выкладывались зелёными глазурными или очень дорогими полихромными рельефными изразцами.
В аттике находились помещения третьего этажа, освещённые небольшими окнами. Сюда можно было попасть только по крутой лестнице в северном торце дворца. Внутренней связи между этажами не было, каждый из них имел отдельные входы.
Я. Войцеховскому удалось реконструировать и внешние фасады замка Батория. Они не были симметричными: центром композиции со стороны города был алькеж. Центром композиции дворового фасада был ризалит в его средней части, но он был значительно сдвинут в сторону ворот. В целом пропорции и украшения окон фасада были характерны для эпохи Ренессанса, причём окна нижнего этажа украшений не имели (в отличие от верхних, за которыми были королевские покои). Углы дворца были укреплены контрфорсами, а на уровне второго этажа стёсаны под углом в 45°. К стёсанной части был приставлен алькеж восьмигранной формы. Его восемь арочных окон подчёркивались контурным орнаментом резьбы по камню. Всё строение завершал высокий ренессансный аттик, а точнее ступенчатый фронтон. В своём первоначальном виде дворец выглядел очень внушительно, демонстрируя могущество и величие короля.
К северному крылу дворца примыкало вытянутое вдоль каменной стены здание с сенями посредине (покои «дворного»). Далее находился кухонный блок. Вдоль западной стены размещались складские помещения со сводами на арочных фундаментах. Над ними находились парадные покои, при помощи крытой галереи соединённые с королевской баней. Все строения замкового двора имели оштукатуренные и побелённые стены и крыши, покрытые плоской красной черепицей.
Въезд на дворцовый двор был размещён немного к востоку от прежней въездной башни Верхнего замка. Ворота имели большую арку-проезд и высокое надвратное помещение (в котором, предположительно, находилась часовня) с тремя большими окнами, оформленными каменными планками. Здесь были мраморные полы и роскошный камин. Крыша была сделана в виде большого купола, крытого медью. От ворот к Новому замку вёл каменный мост с 16 башенками и подъёмным звеном у самых ворот.
К башне со стороны Немана, оставшейся со времён Витовта, примыкала королевская баня. Над ней находилась «алебастровая зала» — любимое место отдыха короля с красивым видом на Неман и окрестности. Спустя некоторое время залу украсили мрамором, но она сохранила своё прежнее название.
Дворец однако не утратил своего оборонительного предназначения, что подчёркивалось толстыми внешними стенами и тесной связью его планировки с другими замковыми сооружениями: башнями, въездными воротами и подъёмным мостом. Стены на первом этаже имели толщину от 2 до 2,35 м, на втором 1,6 м. Даже толщина внутренних стен дворца на первом этаже колебалась от 1,1 до 2 м, на втором — от 0,45 до 1,3 м.
Замковые стены времён Стефана Батория были сложены в технике смешанной кладки, когда ряды камней выравнивались сплошными рядами кирпича, причём укреплялись они как каменными, так и кирпичными клиньями. При строительстве использовали кирпич двух цветов (красный и жёлтый, довольно плохо обожжённый).
Как и в прежние времена большую часть замкового двора занимали деревянные хозяйственные постройки и дома замковой челяди. Некоторые из них располагались у самого крыльца замка.
Постепенно Верхний замок всё чаще называют Старым и это название со временем начинают употреблять и в документах.

### Деятельность Стефана Батория. Смерть монарха
В построенном замке С. Баторий вёл широкую деятельность. Насчитывают до десяти приездов Батория в город. В 1580 году король посетил Гродно дважды. В 1581 году С. Баторий принимал здесь послов Ивана Грозного, а в 1584 — посла английской королевы Елизаветы I Герберта. В 1582 году король собрал в замке раду сената Речи Посполитой, чтобы рассмотреть претензии шляхты. Король решал здесь дело жителей Риги, не принявших Григорианский календарь, а также дела Гданьска.
Наконец, 2 ноября 1585 года Стефан Баторий прибыл в Городень на долгое время: официально — чтобы руководить украшением замка, а фактически — чтобы готовить здесь новую войну против Русского государства. В августе 1586 года Баторий принимал в Городне посольство русского царя Фёдора Ивановича, на февраль 1587 года готовил вальный сейм Речи Посполитой, от которого ждал поддержки своего замысла.

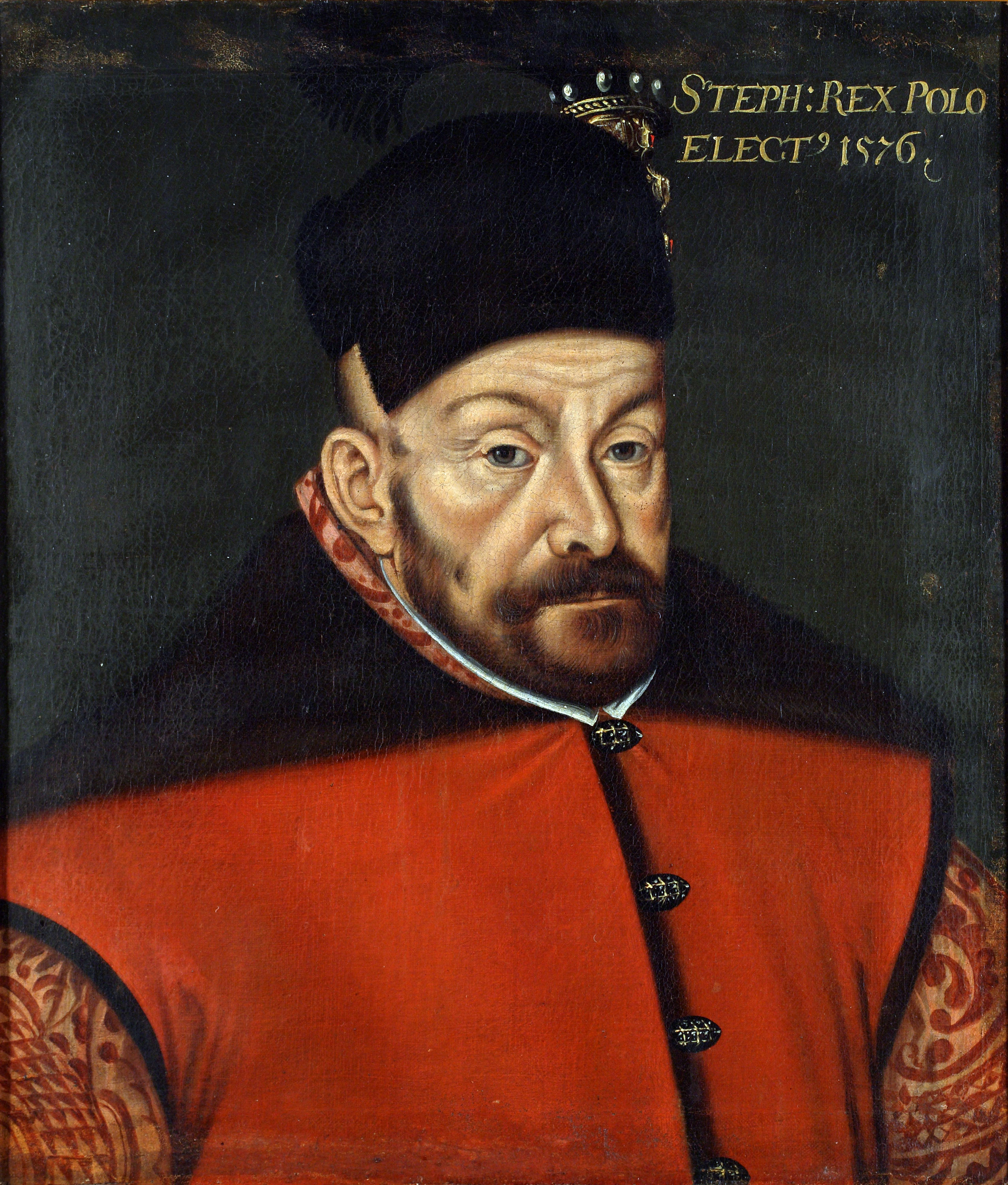
Стефан Баторий. Неизвестный художник, около 1576

Здесь в Гродно, 12 декабря 1586 года Стефан Баторий умер. Как сообщил его личный лекарь Симон Симониус, скорее всего Баторий умер от воспаления лёгких.
Возник спор по поводу причин смерти короля Придворных лекарей обвиняли не только в неадекватном лечении, но даже в отравлении короля. Симоний и Никола Бучело начали возлагать друг на друга вину за неправильное лечение короля, их полемика растянулась на три года. Описание болезни Батория вылилось на 1000 страниц печатного текста, который однако не проясняет причины смерти монарха. Чтобы выяснить истину 14 декабря тело покойного анатомировали. Это было первое анатомирование на территории Восточной Европы. Вскрытие делал гродненский цирюльник Ян Зигулис.
Тело Батория полтора года находилось в Фаре Витовта, где он завещал себя похоронить. Но впоследствии было решено перезахоронить тело монарха в Кракове. 23 мая 1588 года в Кракове прошло торжественное перезахоронение.

### Замок в XVII веке. Сеймы Речи Посполитой. Реставрация замка.
Следующие короли Речи Посполитой из династии Вазы уже не придавали Гродно такого значения, хотя Владислав IV неоднократно бывал в своей гродненской резиденции.
В XVII веке замок начинает терять свою защитную роль. В арсенале замка по состоянию на 1641 год хранились доспехи на 600 человек, несколько сотен мушкетов и шпаг.
Русско-польская война дошла до Гродно только в 1655 году. 22 июня город без помех заняли войска русского воеводы Я. К. Черкасского. В опустевшем и обветшалом замке были проведены восстановительные работы.
В конце военных действий, единственным укреплением, в котором оборонялся русский гарнизон, оставался замок. Только в марте 1661 года местная шляхта во главе с маршалком Гродненского повета Кристофом Брюховецким вынудила гарнизон покинуть замок.
Несмотря на то, что во время войны замок был опустошён и значительно повреждён, в 1673 году при короле Михаиле Корибуте Вишневецком на Варшавском сейме было принято решение о проведении каждого третьего генерального сейма Речи Посполитой в Гродно. Заседания планировалось проводить в Старом замке, и поэтому встал вопрос о срочном восстановлении королевской резиденции для нужд сейма.
На сейме 1676 года было решено выделить «на реставрацию замка Гродненского, для прежнего сеймования конституцией 1673 года сумму злотых тридцать тысяч из налогов экстраординарных на теперешнем сойме принятых». Восстановительные работы, между тем, затянулись, что было отмечено на очередном сейме, созванном в Варшаве в 1677 году.

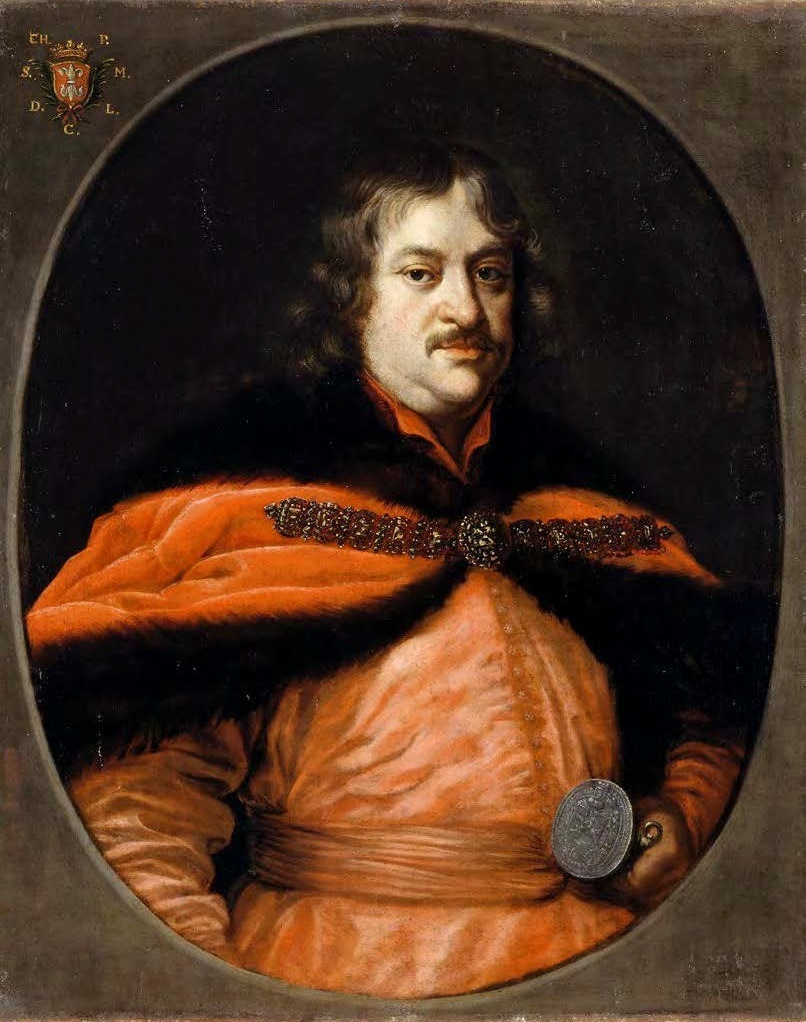
Христофор Сигизмунд Пац. Д. Шульц, 1670

Ремонтно-строительные работы походили на протяжении пяти лет под руководством Канцлера великого литовского и старосты Гродненского Х. Паца. По некоторым сведениям, именно в это время около замковой стены со стороны Немана было возведено здание, предназначенное для посещений сейма и имевшее две залы — Посольскую и Сенаторскую. Сенаторская зала через галереи и надвратную башню соединялась с королевским дворцом.
Во дворце, владельцем которого в то время был Ян III Собесский, произошли значительные изменения в сторону упрощения.
Перестройки проведённые Пацем в замке, затронули и дворец, главным образом его фасады. Были уничтожены угловые эркеры, оконные проёмы были лишены каменных обрамлений, которые заменил лепной декор. На дворовом фасаде вместо ризалита с лестницей была сделана однопролётная лестница барочного типа, восстановлены своды галереи. В интерьере главное внимание уделялось парадным покоям, особенно аудиенц-зале. Всё строительство велось из жёлтого кирпича, средние размеры которого равны 29×12×6 см. Строения замка были снова накрыты тонкой плоской черепицей. Первый гродненский сейм начал свои заседания в декабре 1678 года, его маршалком был Франтишек Сапега литовский конюший. На этом сейме было утверждено Андрусовское перемирие с Россией. Очередной сейм проходил в 1688 году. В скором времени произошла некая значительная катастрофа, вынудившая вести в замке восстановительные работы, а в 1692 году третий и последний раз послы и сенаторы собрались на сейм в стенах Старого замка. Уже во время заседаний этих сеймов послы часто жаловались на тесноту Старого замка и другие неудобства. Постепенно возникла мысль о возведении нового дворца, который бы был достаточно величественным как королевская резиденция и удобным для проведения сеймов.
Значительную часть замка продолжала занимать деревянная застройка. Из инвентаря 1650 года следует, что наиболее плотно территория замка застроена в центральной и западной частях двора, тогда как остальную часть Замковой горы занимал королевский дворец. Сочетание роскошной дворцовой архитектуры и простой застройки привело А. Кравцевича к выводу, что маленькие деревянные домики принадлежали замковым ремесленникам и челяди, о чём свидетельствуют и многочисленные находки в культурном слое XVI—XVII веков. В инвентаре также отмечается, что в отдельных жилищах были печи из изразцов с зелёной глазурью. Усадьбы отделялись одна от другой оградами, что хорошо подтверждает археологический материал. Инвентарь проясняет и предназначение некоторых деревянных построек: здесь в XVII веке существовали кухни, едальни, архив, арсенал, мерница, баня, конюшня, а также амбары.

### Замок в XVIII веке. Упадок замка.
В 1705 году в Старом замке проходила встреча Петра I с королём Августом II и возник союз двух монархов против Карла XII.
Во время Северной войны Гродно стал ареной боевых действий. В сентябре 1705 года город стал центром сбора войск русского царя Петра I и союзного ему короля Августа II. Город оказался в частичной блокаде войск шведского короля Карла XII. В марте 1706 года русские войска покинули город, утопив при этом в Немане порох, ядра и пушки. Несколько из этих пушек были вытянуты из Немана во время гидрологических работ на реке в 1970 году, две из них установлены у входа в музей.

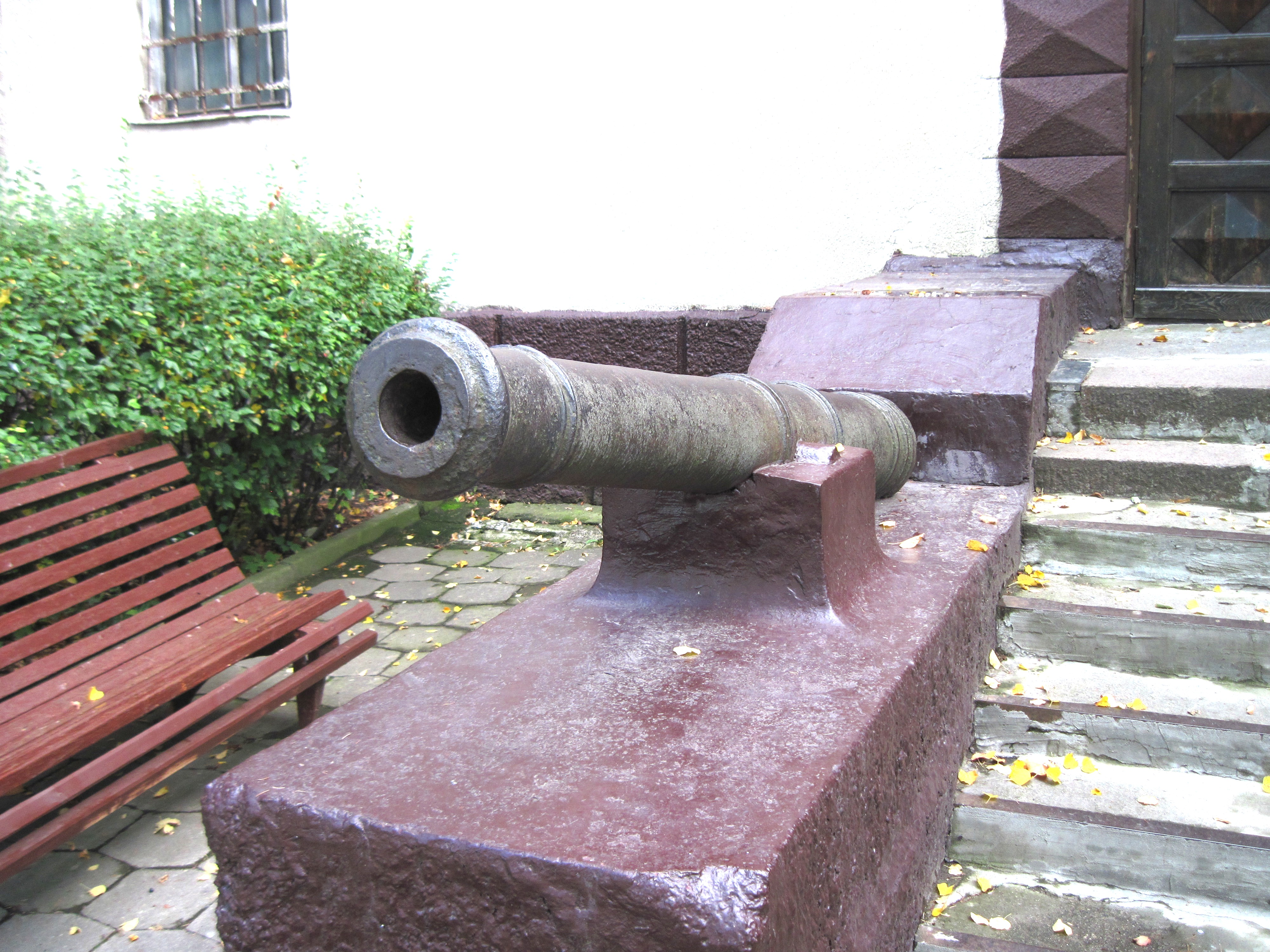
Пушки на входе в замок

Во время военных действий замок был сильно повреждён. В 1708 году замок был настолько сильно повреждён шведами, что использовать его для сеймов было совсем невозможно.
Безнадёжное состояние замка засвидетельствовано в инвентаре Гродненской экономии 1712 года. Долгое время намерения восстановления замка не могли дождаться осуществления, оставаясь только на словах или, в лучшем случае на бумаге.

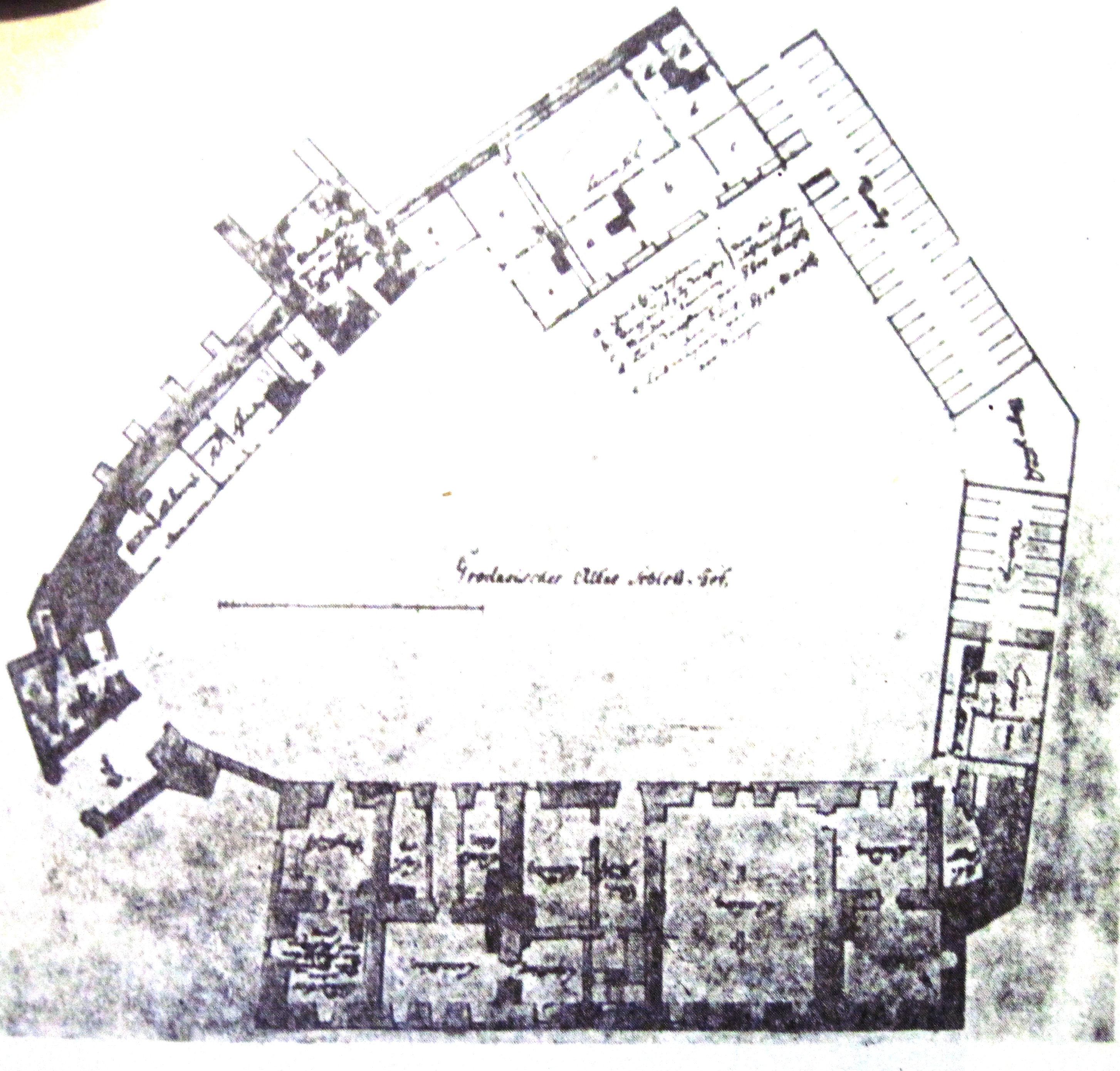
План замка в 1708 г.

Надежды на возрождение Старого замка были окончательно похоронены в 30-х годах XVIII века, когда при королевском дворе Августа Сильного вызрел и начал осуществляться замысел постройки нового королевского дворца, в связи с чем, Старому замку отводилась роль второстепенной постройки, которую планировалось перестроить под помещения для придворных. По решению Августа III (1746), в целях размещения шляхетских судов Гродненского уезда в замке планировалось возвести «две комнаты для канцелярии, третью на суды гродские и земские, четвёртую на депозит книг».
Такие обстоятельства в конце концов приводили к тому, что замок всё больше разрушался. В 1729 году его строения со стороны Немана обвалились в реку, а в 1735 году большой ущерб нанёс крупный пожар.
В 40-50-е годы XVIII века комплекс Старого замка окончательно утратил своё положение королевской резиденции и был перестроен саксонскими архитекторами Пёппельманом и Кнобелем. Планировка дворца коренным образом изменилась: все дворцовые флигели были перестроены с использованием фахверковых стен, а в интерьерах печи делались из гладких расписных изразцов.
Во время ремонта были разобраны аттик и щипец, крышу сделали четырёхскатной и покрыли её волнистой черепицей. Окна уменьшили, что позволило украсить фасады пилястрами с барочными картушами. Внешняя лестница была заменена на внутреннюю. В результате всех перестроек замок приобрёл более компактный вид. После ремонта в замке разместили различные службы и часть свиты короля.
Известный путешественник Уильям Кокс, посетивший Гродно в 1778 году, описывал замковые постройки следующим образом: «Старый замок, который обычно занимали короли во время сеймовых совещаний, стоит на песчаном холме, который круто возносится над рекой и создаёт часть её берега, он всё ещё обнесён руинами старинных валов. На противоположном боку холма стоит новый королевский дворец, построенный Августом III».

### Замок в XIX веке. В составе военного ведомства.

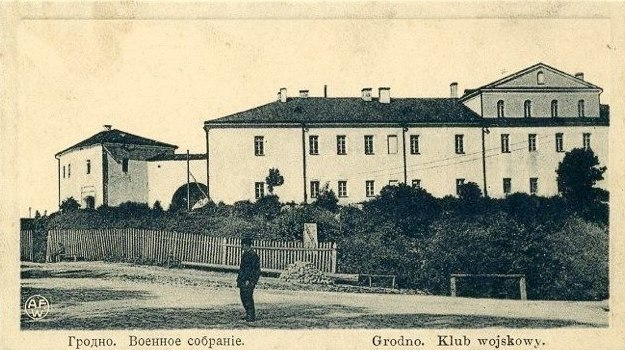
В XIX веке в замке находился военный клуб

После Третьего раздела и упразднения независимости Речи Посполитой, замок был передан русскому военному ведомству, которому принадлежал более 120 лет.
На протяжении всего XIX века и первых десятилетий XX века замок находился в ведении русских, немецких и польских военных властей. Во времена Российской империи здесь было офицерское собрание, казарма, военный госпиталь, склады. В 1863—1864 годах замок использовался также как временный острог для участников восстания. Ещё около 1880 года над воротами замка находился герб Стефана Батория, который впоследствии был снят русской военной администрацией.
В XIX веке произошло дальнейшее упрощение замкового комплекса. Исчезли флигели со стороны реки Городничанки. На неманском участке стены был построен корпус казармы, от которой шёл настил плаца.
Отделка фасадов самого дворца была уничтожена, крыша была покрыта железом. Фасады дворца утратили свой декор, и стены стали чистыми. Над центральной частью дворца надстроили третий этаж, что позволило создать двусветные залы.

Замковая гора на рисунках Н. Орды
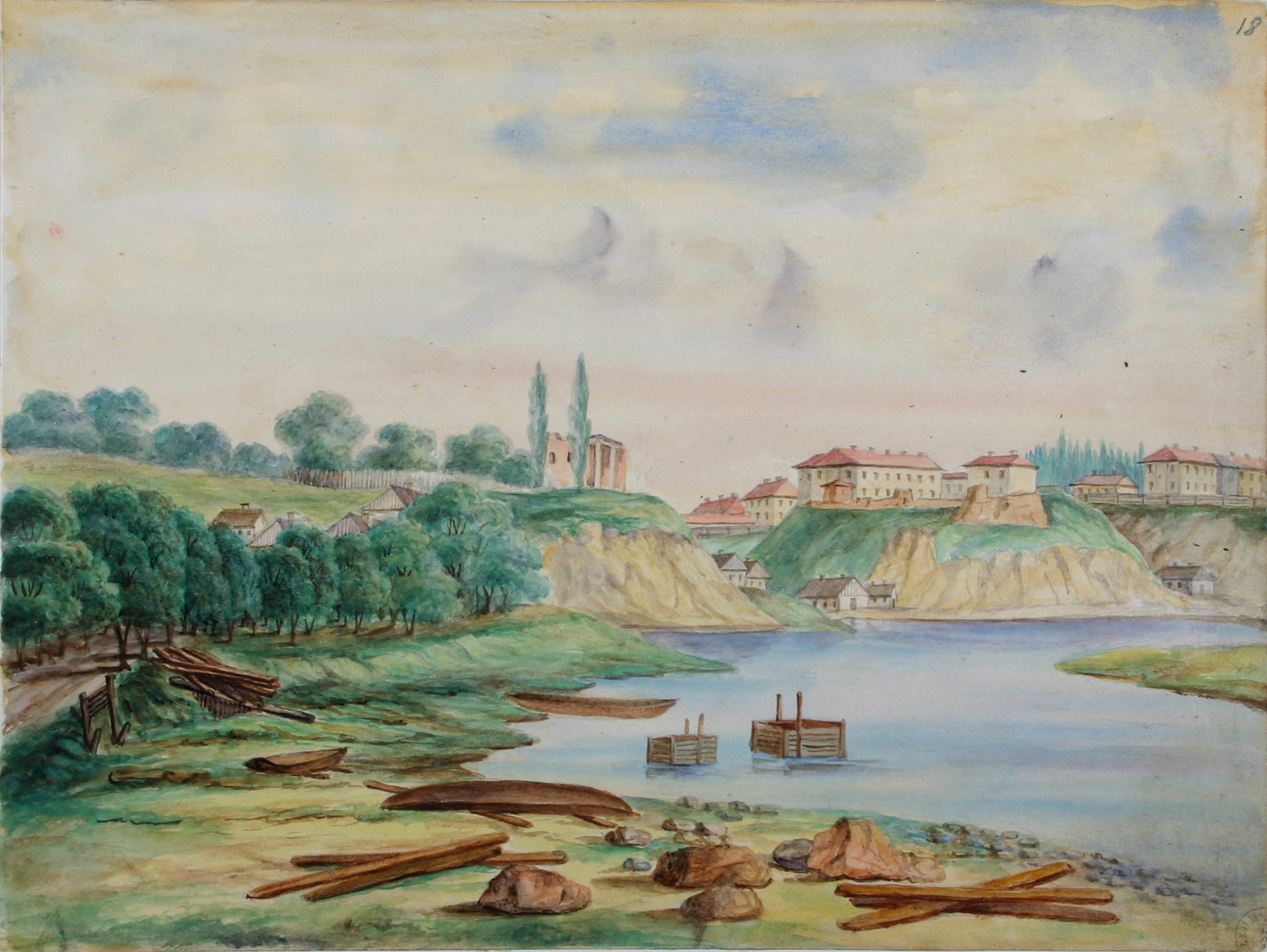
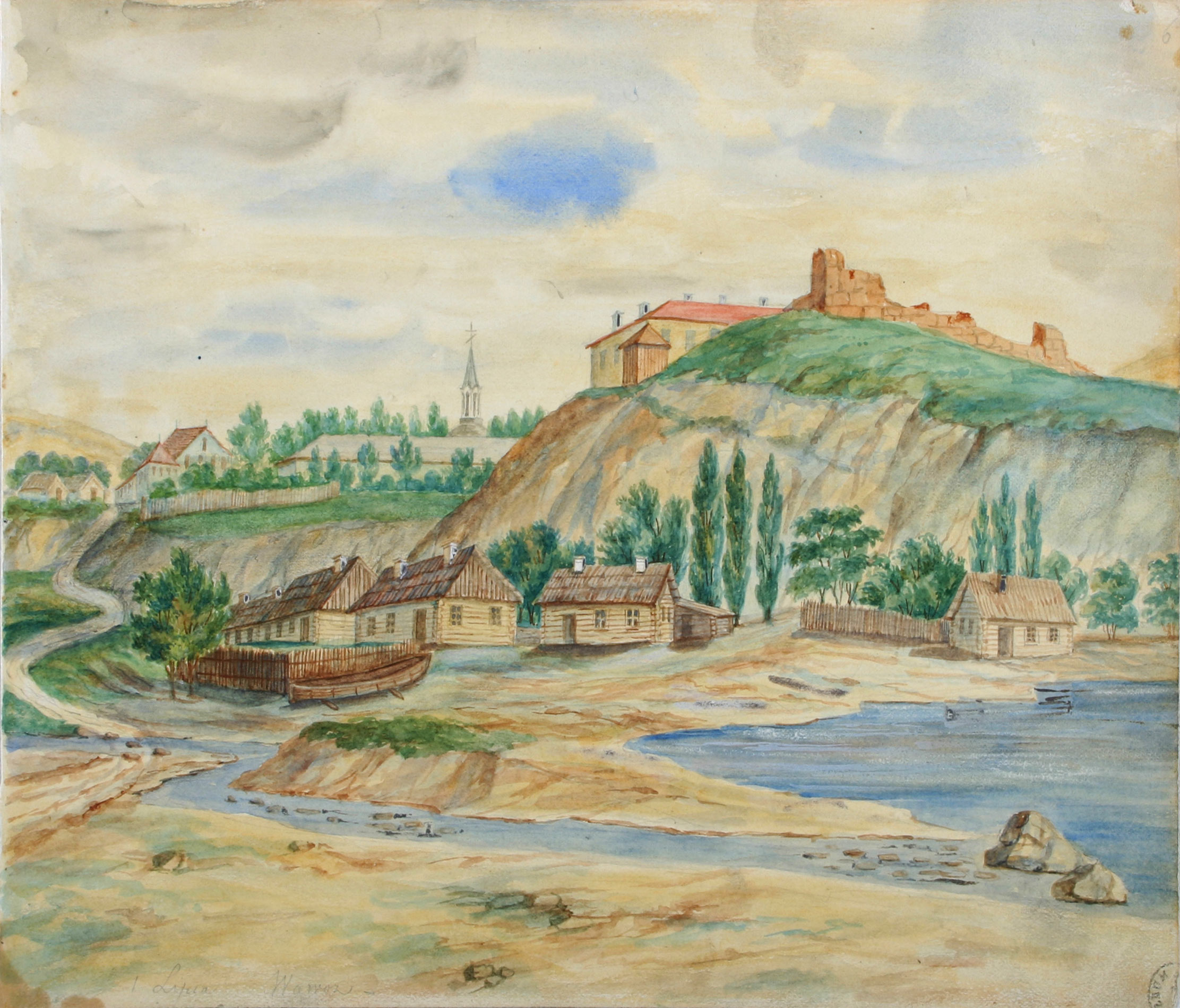
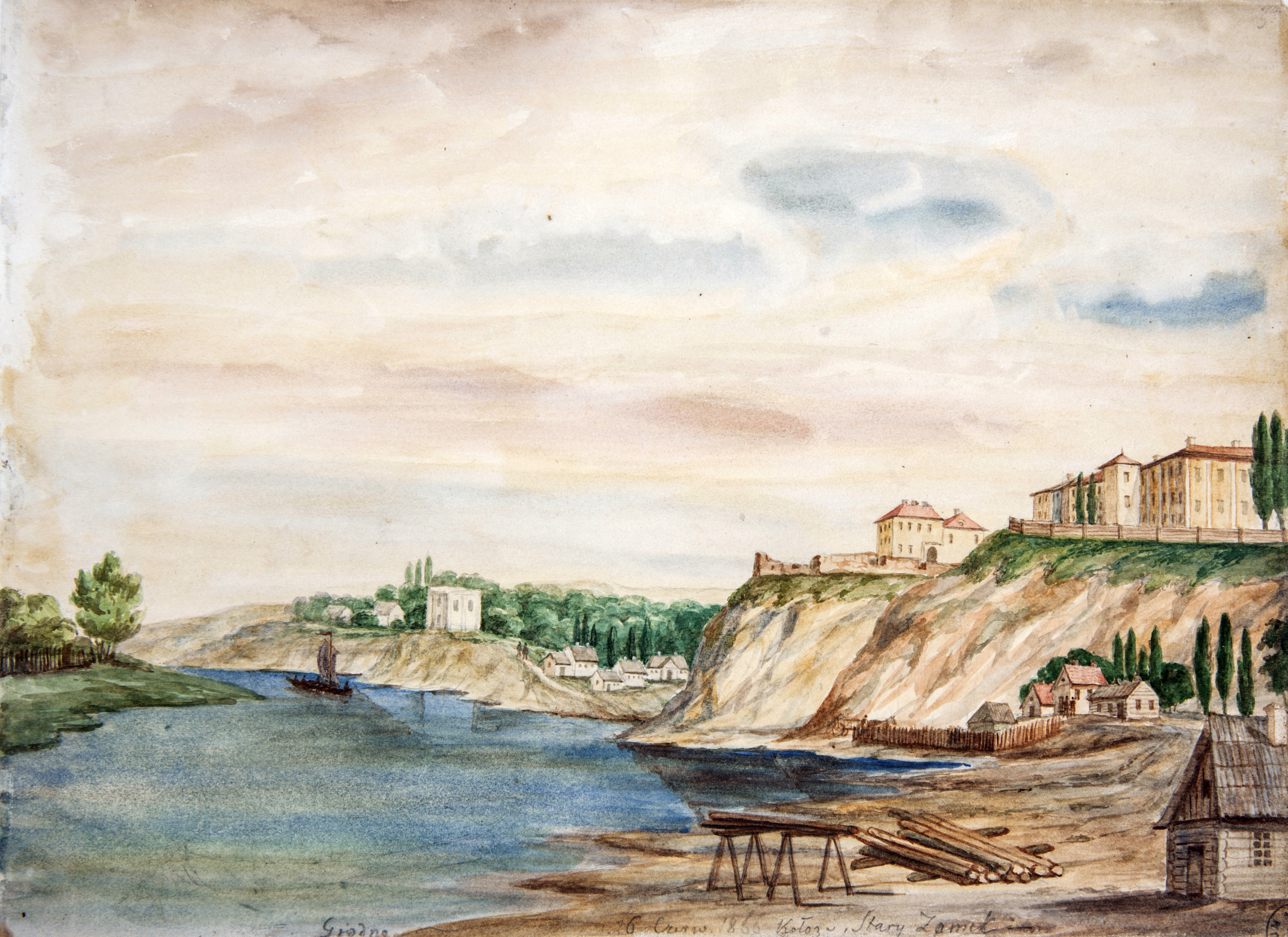

### Замок в XX веке. Открытие музея. Археологические исследования.

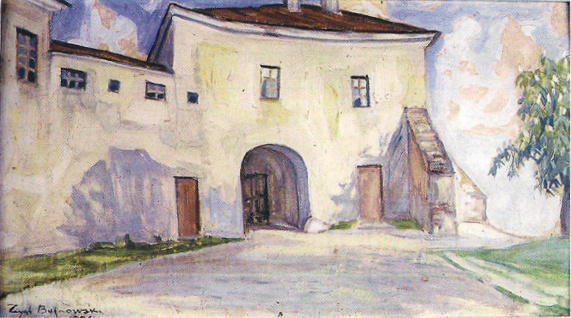
Замок Стефана Батория, Зых Буйновский, 1926 год

В XX веке облик Старого замка изменился незначительно. В 1920-е годы здесь находились: инфекционная больница, офицерское казино, баня (размещавшаяся на первом этаже, и из-за которой вода наполняла подвалы), прачечная и т. п. Только с переносом музея в замок начинаются работы по его воссозданию и благоустройству окружающей территории.

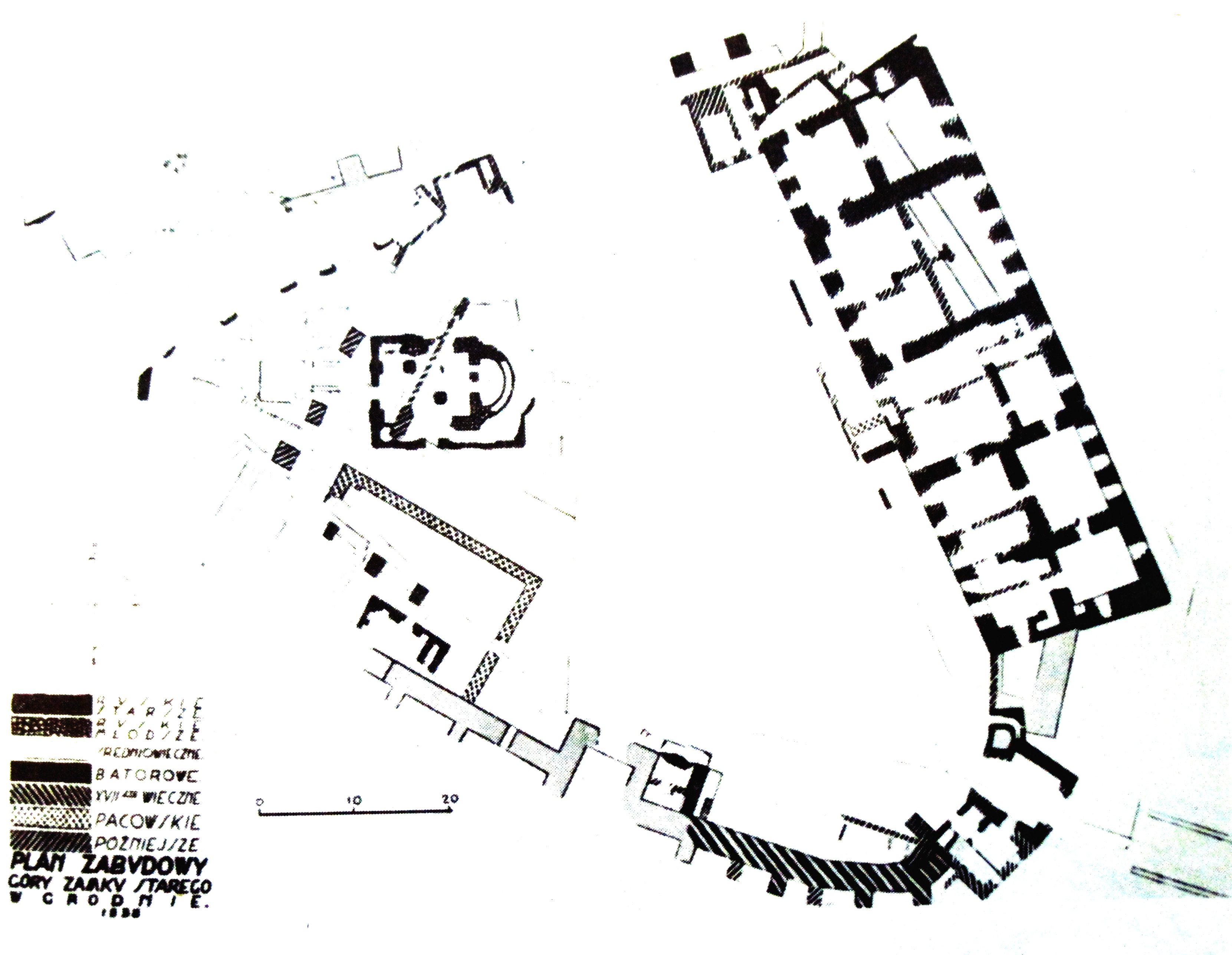
Территория старого замка в 1938 году

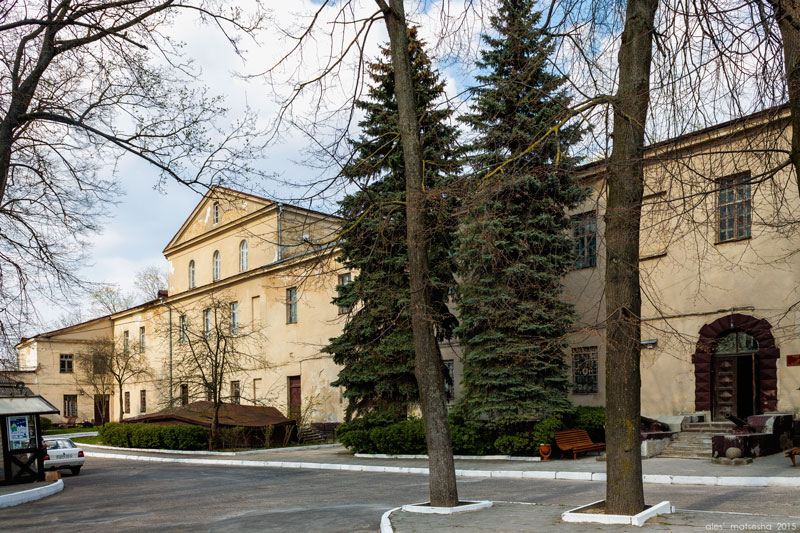
Вид главного корпуса замка со двора в 2015 году

В 20-30-х годах XX века польскими властями была проведена реставрация, на территории замка был в 1930 году открыт Гродненский государственный музей — теперь Гродненский государственный историко-археологический музей. Также были проведены некоторые работы по консервации и реставрации различных элементов замкового комплекса XIV—XVI веков.
Старый замок не слишком сильно потерпел во время сентябрьских боёв 1939 года, хотя именно в замке оборонялись последние части гродненских гимназистов и полиции.
В годы Великой Отечественной войны Старый замок не потерпел значительных разрушений. Во второй половине 1940-х годов продолжались археологические исследования, активно создавались экспозиции музея, которые впоследствии неоднократно изменялись с учётом с учётом новых научных данных.

## Нижняя церковь

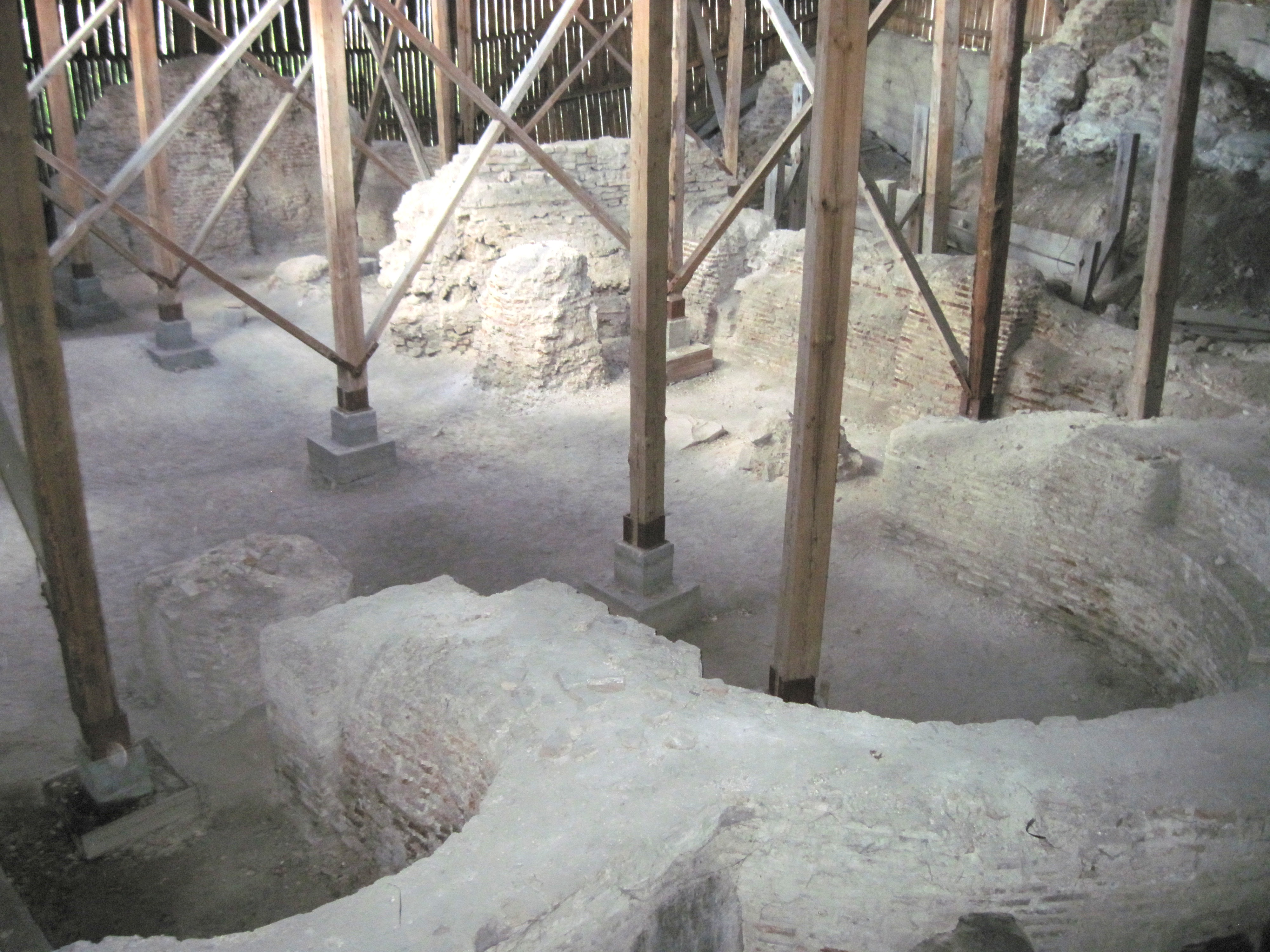
Руины Нижней церкви. Теперь сохраняются в особом павильоне

Руины церкви были найдены во время земляных работ 1932—1933 годов, которыми руководил Ю. Иодковский. Он обнаружил западную и южную стены храма. Над обнаруженными памятниками архитектуры был создан деревянный павильон. В 1949 году на раскопках Нижней церкви работал Н. Воронин. Считается, что церковь была построена около 1116 или в 1128—1141 годах

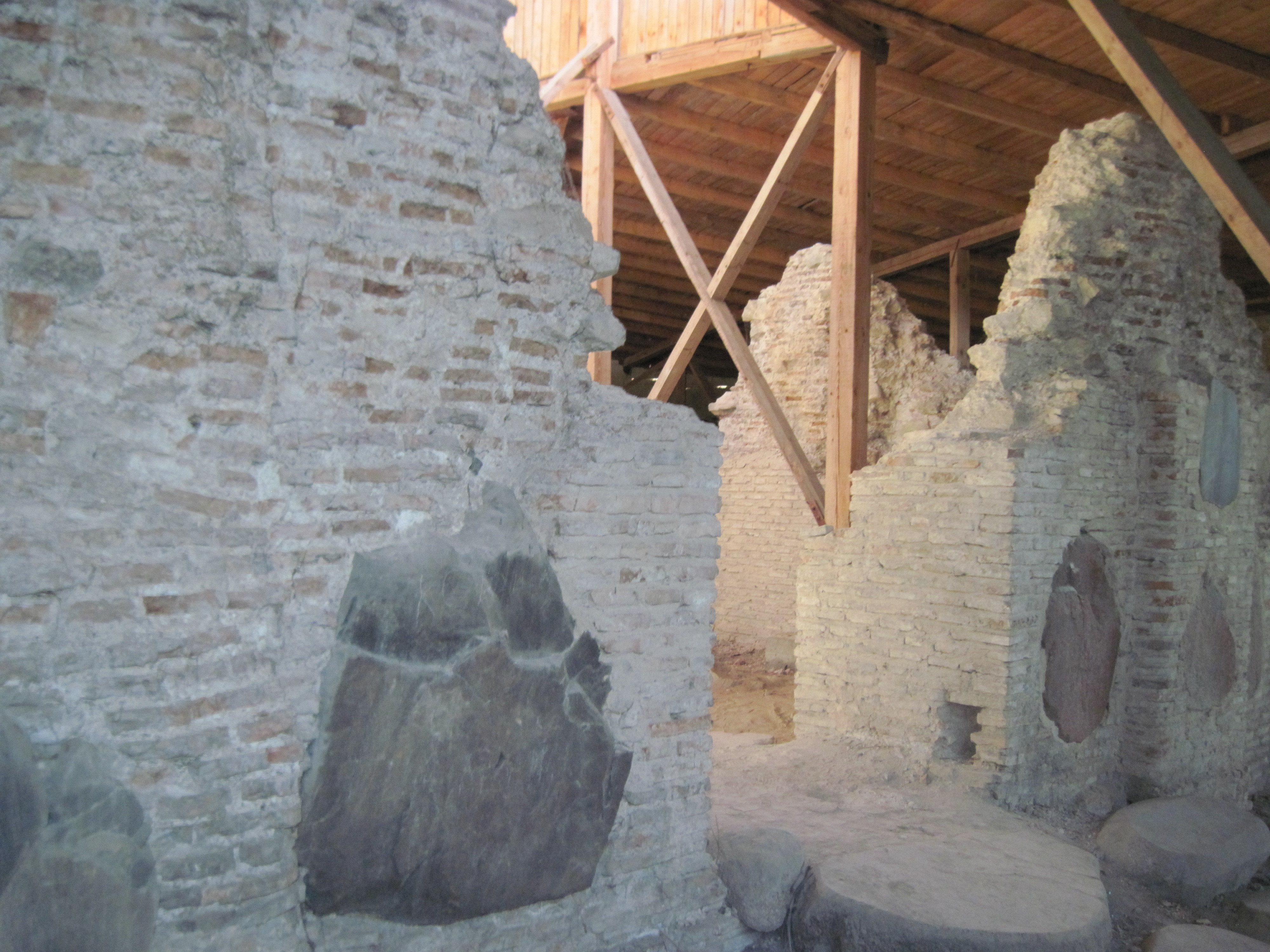
Руины Нижней церкви XII в.

Каменный соборный храм был возведён к северу от дворца в центре детинца. По остаткам стен, которые в отдельных местах достигают высоты 3,5 м, можно судить, что храм был небольших размеров (18,4×11,7 м), шестистолповый, трёхнефный. Восточная часть центрального нефа имела полукруглую апсиду. две другие апсиды спрятаны в толще стен боковых нефов. Фасады церкви были богато украшены, намного богаче, чем княжеский дворец.
Это был красивое строение для своего времени. В частности сохранился уникальный ковровый набор в центральном нефе. Пол церкви был выложен жёлтыми, зелёными и коричневыми плитками, размещавшимися в шахматном порядке. Цветной «ковёр» тонко контрастировал со светло-розовой вымосткой остальной части храма.
Такие полы — редкая находка археологов, подобный пол с изображением павлинов имеет только Благовещенский собор XII века в Чернигове.
После пожара 1183 года Нижняя церковь была разрушена, но её руины сохранились до нашего времени. Позже её стены служили своеобразной оградой замкового кладбища. Вероятно во второй половине XIII века на её месте была возведена замковая часовня, сегодня известная как Верхняя церковь.

## Верхняя церковь
Открыта в 1933 году во время раскопок Ю. Иодковским. Однако, в процессе исследования не велось фиксации раскопок и не обращалось внимание на стратиграфию, в результате чего археологический памятник был целиком лишён археологической среды.
Считается, что церковь появилась на месте Нижней церкви в конце XIV — начале XV веков. Это был небольшой, квадратный в плане (8,8×8,8) храм с одной сильно выступающей апсидой.
Квадратный план — характерная черта восточнославянских памятников, подобные маленькие капеллы Западной Европы имеют прямоугольные формы. Скошенные углы — особенность гродненского памятника.
Возводили храм из двух видов кирпича: тонкого, похожего на плинфу и толстого брускового. Середину толщи стен заполнили камнями. Как и у всех построек того времени, стены церкви не были оштукатурены. В храме сохранились руины крестового в плане столба, а также ещё двух столбов, отделявших апсиду от остального объёма. пол был выложен кирпичом. После перестройки в конце XIV века над часовней надстроили высокую гоическую крышу, покрытую красной черепицей. Верхняя церковь была разобрана во время строительных работ последней четверти XVI века. На сегодняшний день сохранились восточная половина стен, часть северной стены с северо-западным углом, внутренний столб. С 1939 года они сохраняются в специальном павильоне.

## Княжеский терем (палаты)

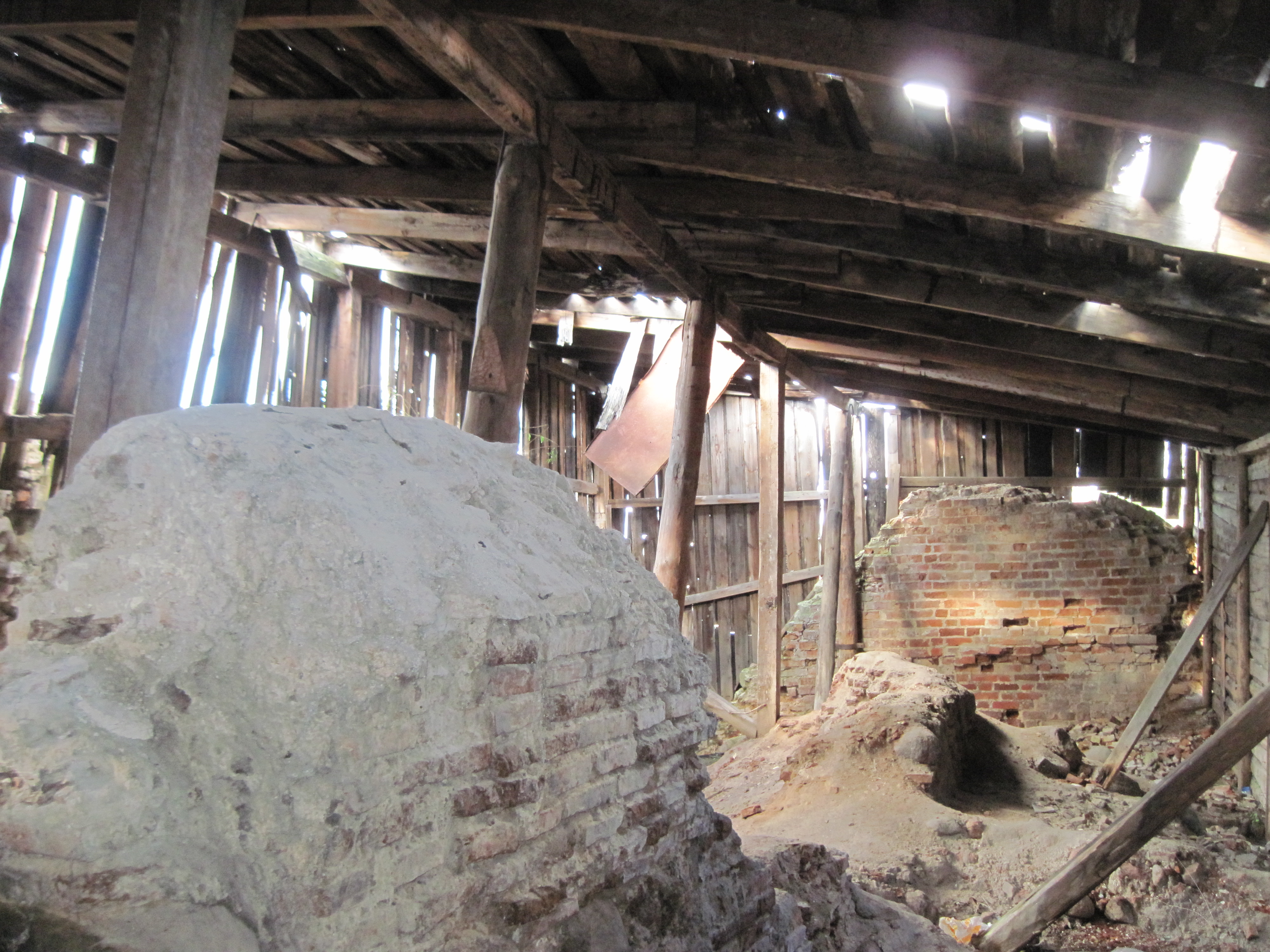
Руины княжеских палат

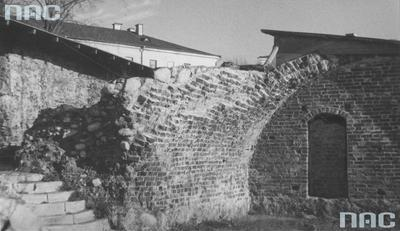
Княжеские палаты на фото 1930-х гг.

Руины этой постройки были раскопаны Ю. Иодковским в 1932—1933 годах в южной части гродненского детинца. От её осталась только северная часть. Стена постройки длиной 9,70 м сохранилась на высоту 2 м, посредине — дверной проём шириной 1,63 м.
Двухэтажный дворец был построен в южной части детинца, в самой неприступной части замка.
Древние мастера сложили его из плитняковой плинфы, фасады украсили горизонтальными рядами почти необработанных громадных камней. На первом этаже было два помещения — большое в западной части постройки и малое. Стены большого помещения были отделаны нишами, перекрытыми арками. Пол второго этажа был положен на деревянных балках и выложен майоликовыми плитками. Крыша была покрыта свинцовыми листами. В конце XIV века дворец вошёл в состав каменного замка и начал выполнять оборонительные функции. Во время перестроек XVI века его разобрали и до наших дней дошли только руины северной части, сохранившиеся на высоту до 2 метров. Несмотря на то, что Ю. Иодковский и другие исследователи 30-х годов XX века считали вышеназванную постройку княжеским дворцом, Н. Воронин утверждал, что данное строение — остатки оборонительной башни. Это мнение было оспорено в результате исследований П. Раппопорта и О. Трусова в 1981 году, которые привели доказательства гражданского назначения этой постройки и высказали мнение, что оборонительную функцию это здание могло выполнять в конце XIV—XVI в., когда вошла в состав каменного замка, созданного Витовтом.

## Каменные стены XII века

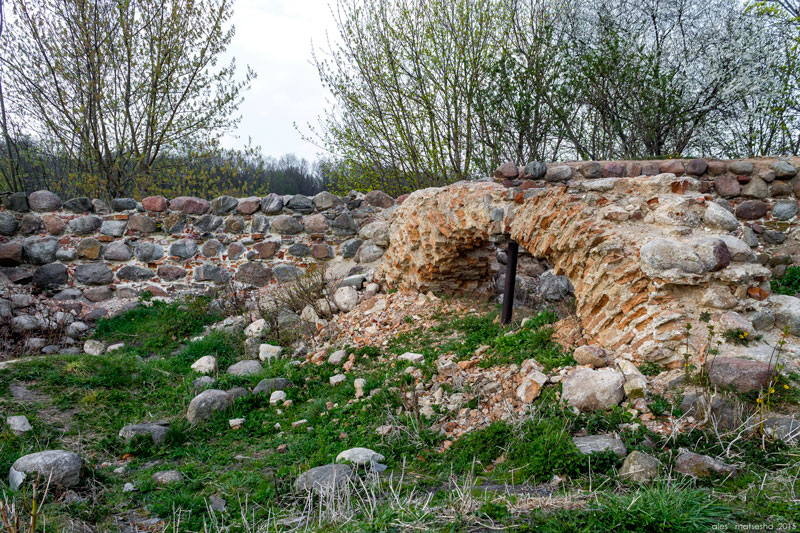
Руины стены замка Витовта

Впервые руины одной из каменных стен, сложенной из плинфы (кусок длиной около 4,5 м и высотой около 1,8 м), найден З. Дурчевским в 1937 году на самом мысе Замковой горы. В 1949 году древнюю стену укрепил бетонным застенком Н. Воронин, высказавший предположение, что это руины каменной оборонительной стены гродненского детинца. Изучение памятника было продолжено в 1981 году. Целиком остатки каменных стен были изучены О. Трусовым в 1985—1986 годах и в 1988 году.

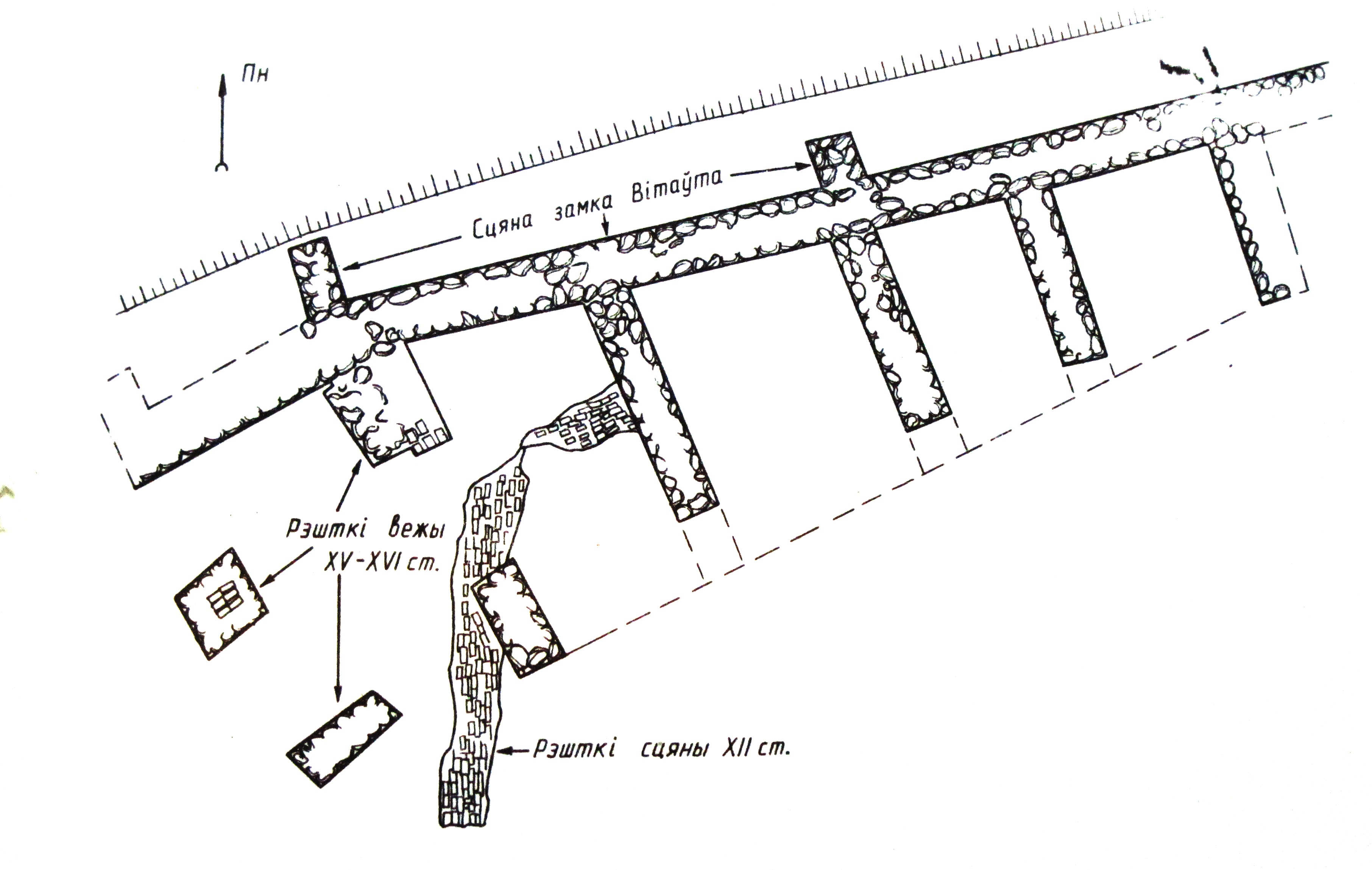
План стены XII в.

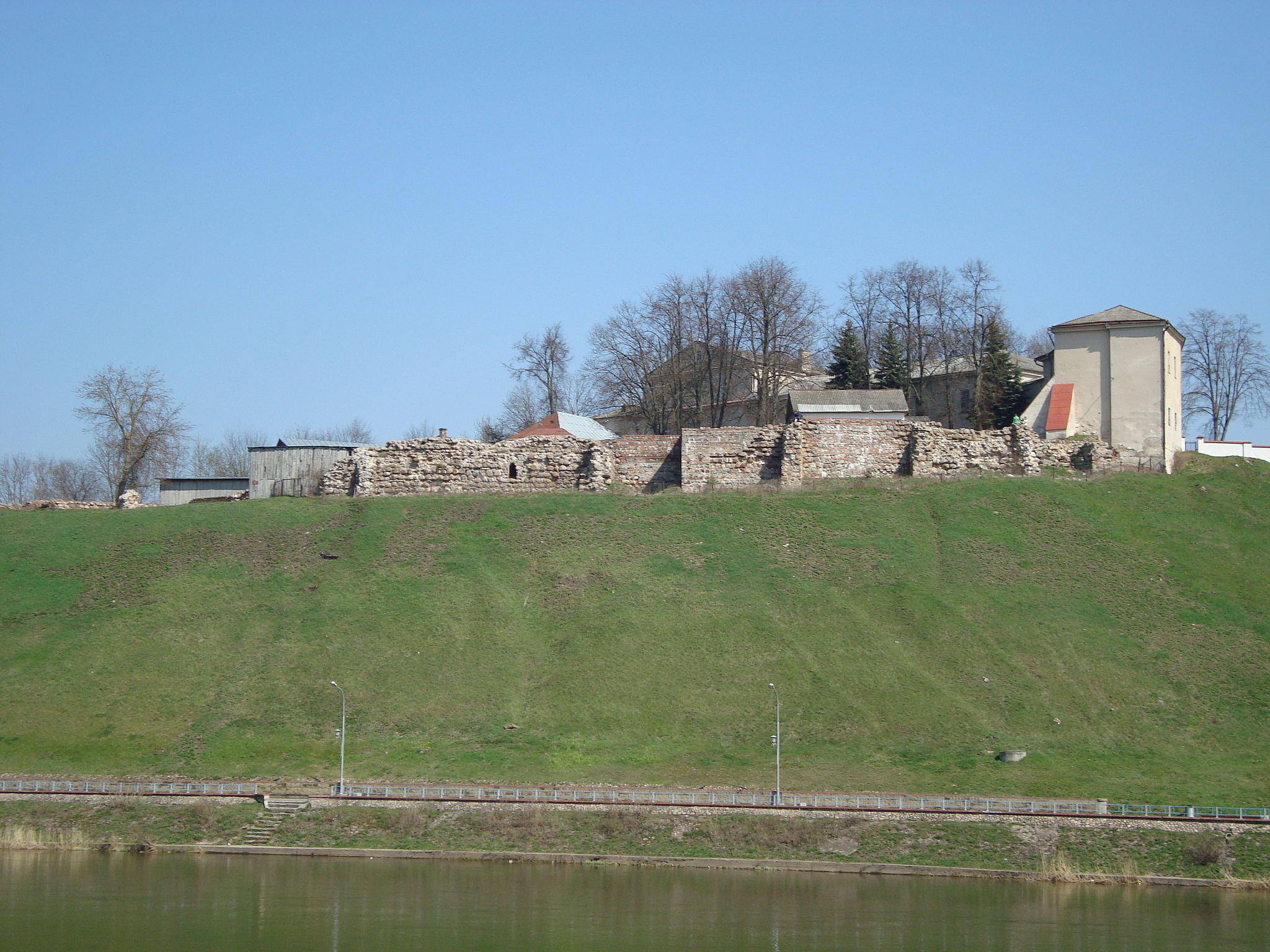
Руины южной стены со стороны Немана

Стена не имеет аналогов в восточнославянской архитектуре. Возведённая в XII веке на гребне оборонительного вала, она, таким образом, имела не только оборонительный характер, но и была в определённой степени декоративным элементом.
Уцелевшая часть каменной стены на северном склоне Замковой горы сохранилась примерно на длину 12 м, однако протяжённость первоначальной стены была значительно больше. В 1988 году развал этой стены из плинфы был прослежен на 20-22 м. Таким образом, общая длина кирпичной стены в северной части детинца могла достигать 42-45 м. В первую очередь стена служила укреплением, кроме этого она определённым образом украшала замок, поскольку существенно выделялась на фоне деревянной застройки замка. Кладка стены сохранилась на высоту около 0,6 м. Она практически не имеет фундамента и возведена на тонкой прослойке строительного щебня.

## Въездной мост
Подъёмный мост существовал от самого основания замка и соединял Верхний и Нижний замки. В XVII веке подъёмный мост был заменён на постоянный — каменный, однако, не исключено, что во время перестройки замка в XVI веке мост уже был каменным.
На данный момент арочный мост, соединяющий Старый замок с улицей Замковой является одним из самых старых в Белоруссии. Мост построен во второй половине XVII века вместо деревянного, первый капитальный ремонт сделан в первой половине XIX века, реконструирован в 2004—2005 годах.

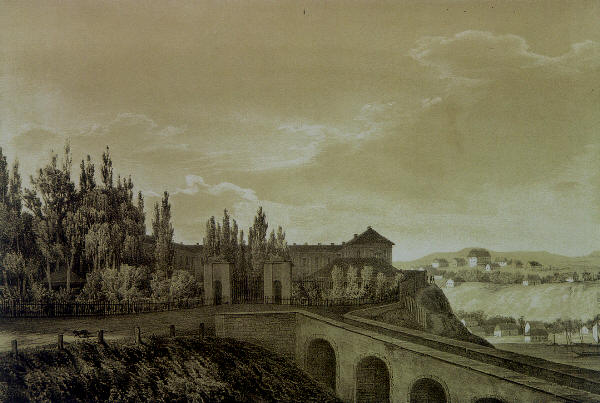
Мост на рисунке Н. Орды. Между 1875—1883

Один из самых ранних документов, в котором указан мост через сухой ров Старого замка — гравюра Тюнда 1568—72 годов, на которой изображён деревянный мост. вместе с перестройкой Старого замка во второй половине XVI века по приказу Стефана Батория был построен новый мост. Была укреплена гора Старого замка и переброшен большой деревянный подъёмный мост на пяти каменных опорах, завершавшийся брамой, слева от которой находилась тюрьма. Во время земляных работ 1937 года специалисты обнаружили опоры, сохранившиеся со времён С. Батория. В инвентаре 1680 года говорится, что мост был оборонительны сооружением с перилами, на которых размещались 16 башенек-бойниц. В 1670 году деревянное сооружение моста заменили каменным, а через 70 лет с него исчезли бойницы, и он перестал носить оборонительный характер.

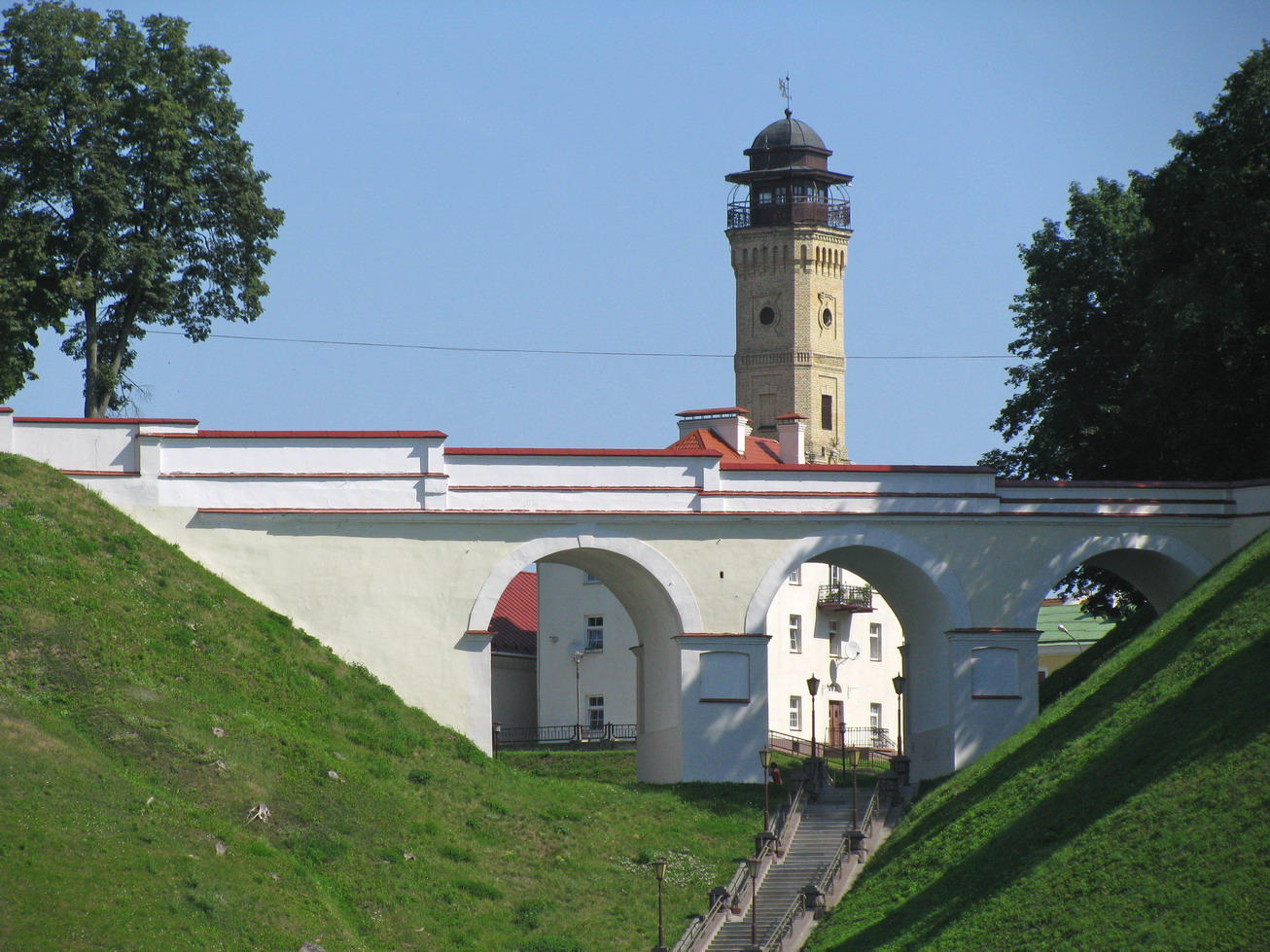
Въездной мост

В XIX веке мост дважды ремонтировался. Проекты капитального ремонта и сметы утвердил Совет Министерства путей сообщения, надзор за работой вёл министерский инженер поручик Арнольд. До нашего времени сохранился журнал надзора за капремонтом с перечислением всех произведённых работ. Проект предусматривал разборку кирпичных сборов, перил и мостовой. В 1852 году мост вновь пришлось восстанавливать, поскольку из-за сильных морозов повредилась штукатурка, а из парапетов украли листовое железо.
Последняя реконструкция прошла в 2004—2005 годах и вызвала много критики со стороны общественности. Плитку укладывали поздней осенью на намокший песок, разогревая его газовой горелкой. Тогда же были заложены отверстия для стока влаги в опорах моста.
Длина моста — около 30 метров. Имеет три пролёта, два столба.

## Археологические исследования замка. Гродненская школа зодчества

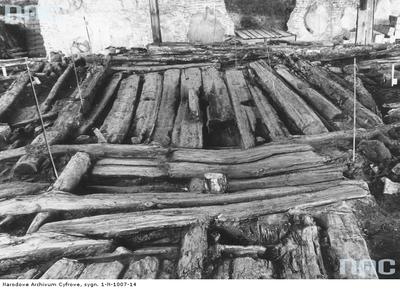
Остатки домов, найденные во время раскопок

Первым археологом Гродно можно назвать Игната Кульчинского (1707—1747?), гродненского архимандрита, настоятеля базилианского монастыря, который хоть и не проводил археологических раскопок, но в своих исследованиях пользовался археологическими методами. И. Кульчинский первый датировал Борисоглебскую церковь XII веком, сравнив кирпич-плинфу, из которой возведена церковь, с аналогичным материалом полоцкого Софийского собора.
Археологические раскопки замка проводили Ю. Иодковский (1932—34), З. Дурчевский (1937—1939), Н. Н. Воронин (1949), М. А. Ткачёв и Я. Г. Зверюга (1971), О. А. Трусов (1977, 1981, 1985—1988).
Ю. Иодковский проводил основные раскопки в 1931—1933 годах, однако вскоре его обвинили в нарушении методики археологических исследований, а именно — в отсутствии надлежащей фиксации раскопок, невнимании к стратиграфии, и отклонили от руководства работами. Тем не менее, он успел опубликовать основательную статью «Средневековое Гродно в свете археологических раскопок в Старом Королевском замке в Гродно в 1932—1933 гг.» (Варшава, 1934). Основные его суждения о каменных постройках XII века считаются верными и теперь.

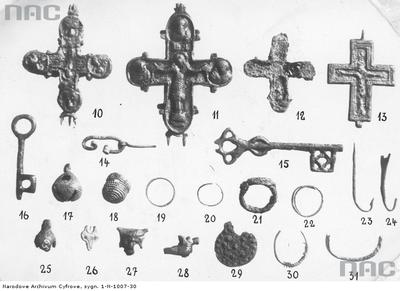
вещи, найденные при исследовании Старого замка в Гродно. 1930-е гг.

В 1937—1939 годах и до самого начала Второй мировой войны исследованиями в Старом замке руководил варшавский археолог З. Дурчевский, успевший разработать стратиграфию культурного слоя Старого замка.
Во время войны коллекция древних вещей, собранная вовремя раскопок, была частично разграблена и вывезена. После войны археологи муж и жена В. Голубович и Г. Цэгак-Голубович упорядочили коллекцию и написали работу «Новые материалы по истории Гродно в раннефеодальную историю», которая, однако, не была опубликована.
Новые крупные раскопки в Старом замке провела экспедиция под руководством известного русского исследователя Н. Н. Воронина в 1949 году. Результатом этого исследования стала основательная монография Воронина «Древнее Гродно», в которой детально рассмотрена начальная история города на фоне истории всего региона, материальная культура древних гродненцев. Отдельный раздел посвящён памятникам каменного зодчества XII века.
На основании археологических исследований М. У. Малевской удалось реконструировать разноцветный рисунок пола Нижней церкви, выложенной из майоликовых плиток жёлтого, коричневого и зелёного цветов. Несмотря на большой интерес к археологии Гродно, вызванный открытиями 1930-х годов, исследования города приостановились.
Исследования Старого замка продолжились через 22 года в 1971 году. В 1971 году М. А. Ткачёв (Гродно) проводил здесь шурфовку, в 1977 году О. А. Трусов (Минск) проводил шурфовку; в 1981 году А. О. Трусов (Минск), и П. А. Раппопорт (Ленинград) проводили шурфовку, в 1985—1986 годах О. А. Трусов (Минск) и М. А. Ткачёв (Гродно) проводили раскопки на территории Старого замка; в 1987—1989 годах О. А. Трусов продолжал исследования.
Всего с 1971 до конца 1988 года на территории Старого замка раскопано около 1040 м².
Изучение памятников каменной архитектуры, открытых в Старом замке, привело исследователей к выводу о существовании о существовании гродненской архитектурной школы XII века.

## Реконструкция
По словам Андрея Вашкевича, руководителя отдела новейшей истории Гродненского государственного историко-археологического музея, Старый замок никогда не имел завершённого вида. Его неоднократно восстанавливали и реконструировали, поэтому его архитектура содержит в себе стили нескольких эпох.
Вопрос о реконструкции замка впервые был поставлен в 20-е годы XX века, когда в 1927 году польские солдаты покинули замок. В 1928 году военное Замковое «управление» начало подготовку к его реставрации, однако на протяжении следующих лет Министерство гражданских работ неизменно отказывало субсидировать работы. В 1933 году по инициативе белостокского воеводы и под патронажем президента Польши И. Мостицкого, а также маршала Ю. Пилсудского был создан Воеводский комитет по увековечиванию памяти короля Стефана Батория в Гродно, целью деятельности комитета стал сбор средств на возрождение старого замка и консервацию замкового холма. Восстановление замка должно было идти согласно плану реконструкции профессора Я. Войцеховского. Однако к началу Второй мировой войны успели провести только отдельные консервационные работы, а также масштабные археологические раскопки.
После Великой Отечественной войны в конце 1940-х — начале 1950-х годов был проведён ремонт фасадов замка. Несмотря на то, что в замке проводились археологические исследования, в серьёзную реставрацию это не вылилось. Советская власть не стремилась популяризировать «вражеское» феодальное наследие, имевшее к тому же национальный оттенок. Последний раз в XX веке замок ремонтировали в 50-е годы, и долгое время единого замысла реставрации комплекса выработать не удавалось.

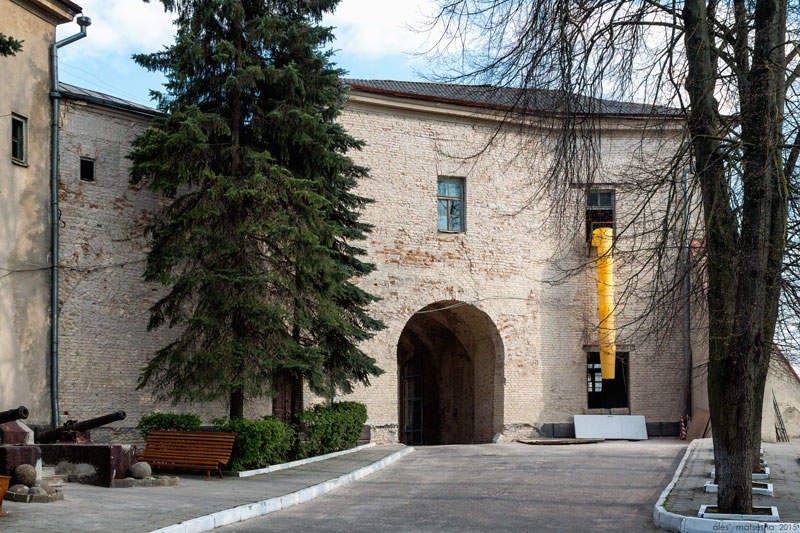
Начало восстановления замка, лето 2015 года

В конце 1980-х — начале 1990-х годов были найдены средства для разработки проекта реставрации Старого Замка. Были проведены исследования с участием археологов и архитекторов, итогом которых стала коллективная монография «старый Замок в Гродно», а также макет обновлённого замка. Архитектор Владимир Бочков, научный руководитель проекта реставрации «Гродногражданпроект» с 1985 г., разработал следующую схему реконструкции: XII век — Готическая эпоха Витовта и XVI век — Ренессанс Стефана Батория. Однако от готической идеи отказались, и осталась только ренессансная. В конце 1994 г. эскизный проект реставрации был готов, но потом в 1996 году финансирование работ по подготовке строительной документации было остановлено. Наконец, в середине 2007 года проект В. Бочкова передали для исполнения институту «Гродногражданпроект». А 6 января 2012 года Совет Министров Республики Беларусь утвердил Государственную программу «Замки Беларуси» на 2012—2018 годы, согласно которой на финансирование работ по реставрации Старого Замка выделят 32,7 млрд рублей.
Согласно проекту В. Бочкова восстанавливать замок планируют следующим образом: половину — вместе с двумя башнями и основным строением в виде дворца Стефана Батория, вторую половину — в виде консервационного павильона для сохранения и реконструкции Нижней церкви. Во время реконструкции будут снесены несколько одноэтажных строений, возведённых в первой половине XX в., которые согласно мнению директора музея Ю. Китурки не представляют исторической ценности. Во дворце Батория будет достроен третий этаж, появится башня (барбакан), крытая галерея, брама, мерная изба, фрагмент деревянного моста XIV века и один пролёт каменного моста XVII—XIX вв. В отреставрированном и капитально отремонтированном дворцовом комплексе планируется открыть экспозиции: «Галерея барбакана», «Часовня», «Малые сени», «Королевская баня» и другие. Предусмотрены также помещения под гостиничные номера для гостей — участников научных форумов и конференций. Отдельные интерьеры дворца также реконструируют согласно историческим описаниям. Проект предусматривает существенную переработку моста-виадука XVIII века, самого старого в Белоруссии.
Проект реставрации вызвал обеспокоенность в среде общественности, беспокойство вызывают нехватка в стране профессиональных мастеров-реставраторов и отсутствие утверждённого проекта, а также недостаточное историческое обоснование вероятного проекта.
В итоге проект архитектора Владимира Бачкова был принят. По мнению историка Николая Волкова, проект Бачкова имеет ряд существенных недостатков. Волков отмечает, что въездная башня, башня со стороны Немана и дворец Батория согласно проекту должны иметь больше этажей, чем было в действительности. Большинство замечаний историка были отвергнуты руководителями реконструкции. После активной критики в проект всё же внесли некоторые изменения: среди прочего было решено сохранить пристройку к въездной башне и изменить форму её купола. После замечаний гродненского краеведа Евгения Асноревского были исправлены ошибки в подписях к изображениям исторических деятелей, выполненным на верхнем ярусе въездной башни, в технике сграффито. Кроме того, был выбран другой вариант герба над въездным порталом.
Реконструкция началась в 2017 году. В 2021 году был завершён первый этап реставрации. Доступ для посетителей в музейные залы открылся с 6 ноября 2021 года. Здесь представлены история строительства замка, жизнь старого города, эпоха короля Стефана Батория и другие темы. В начале 2023 года в замке открыли три новые интерьерные залы XVI века, свои двери открыли часовня, королевская баня и комнаты чиновника.

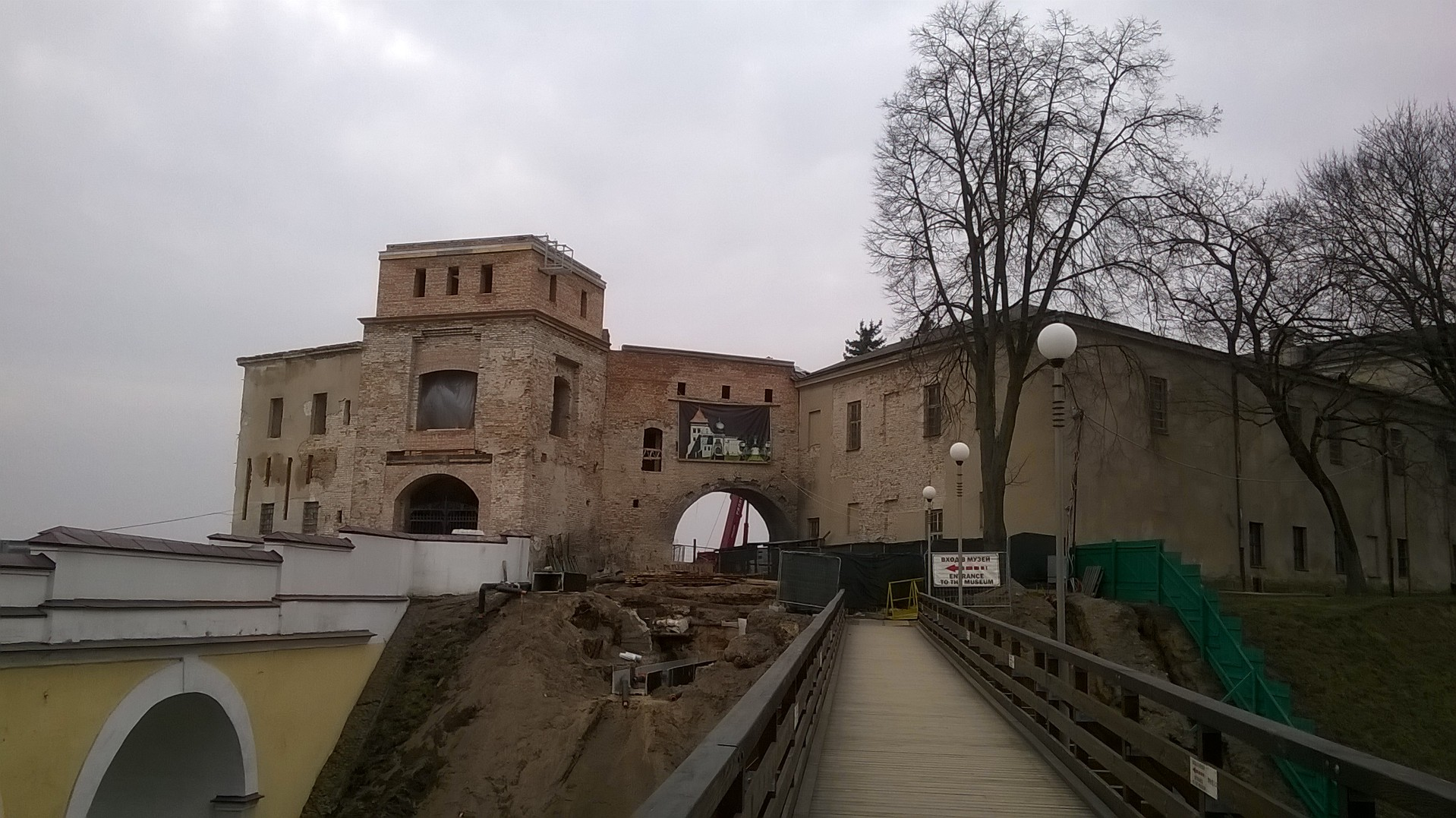
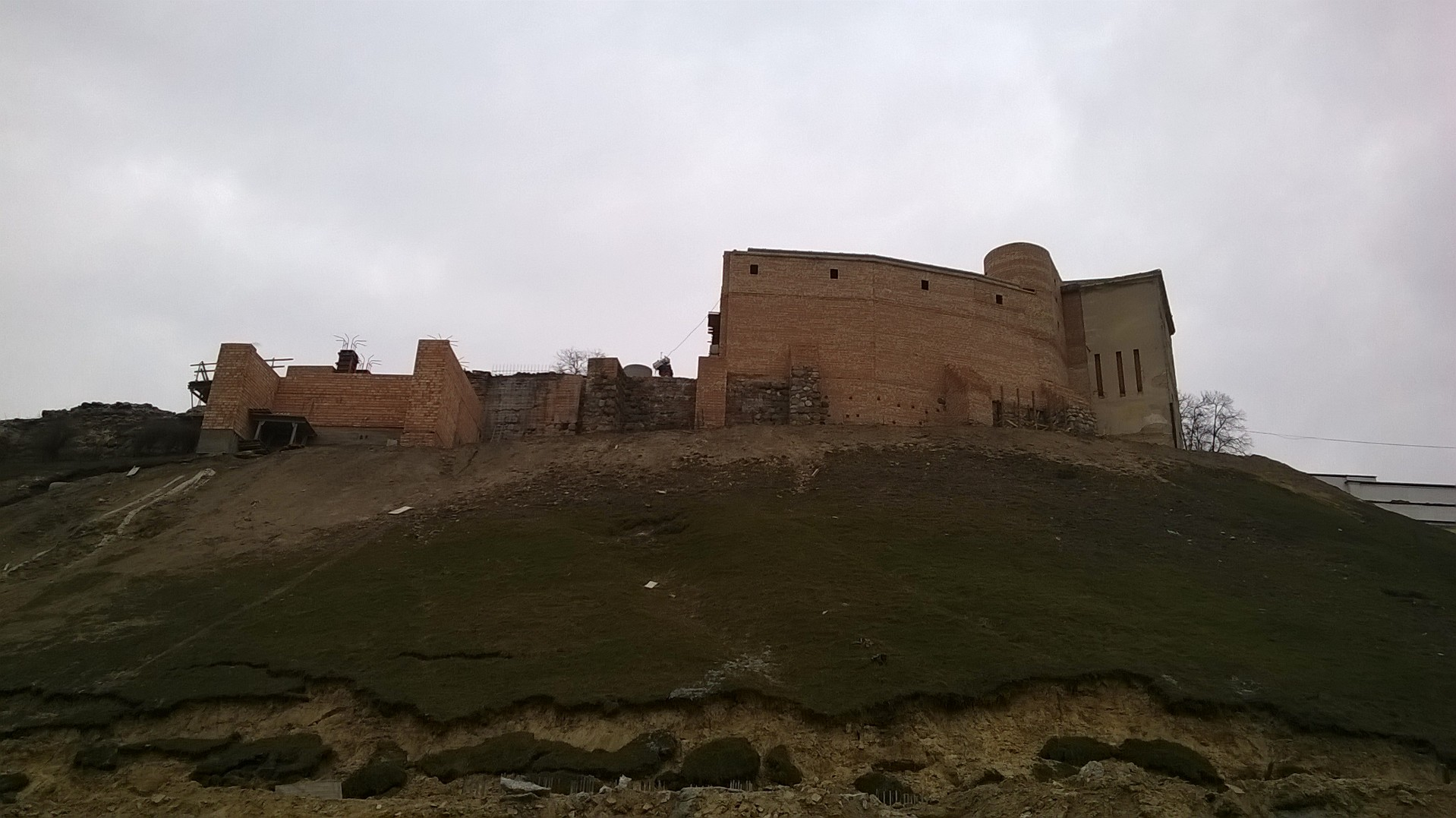
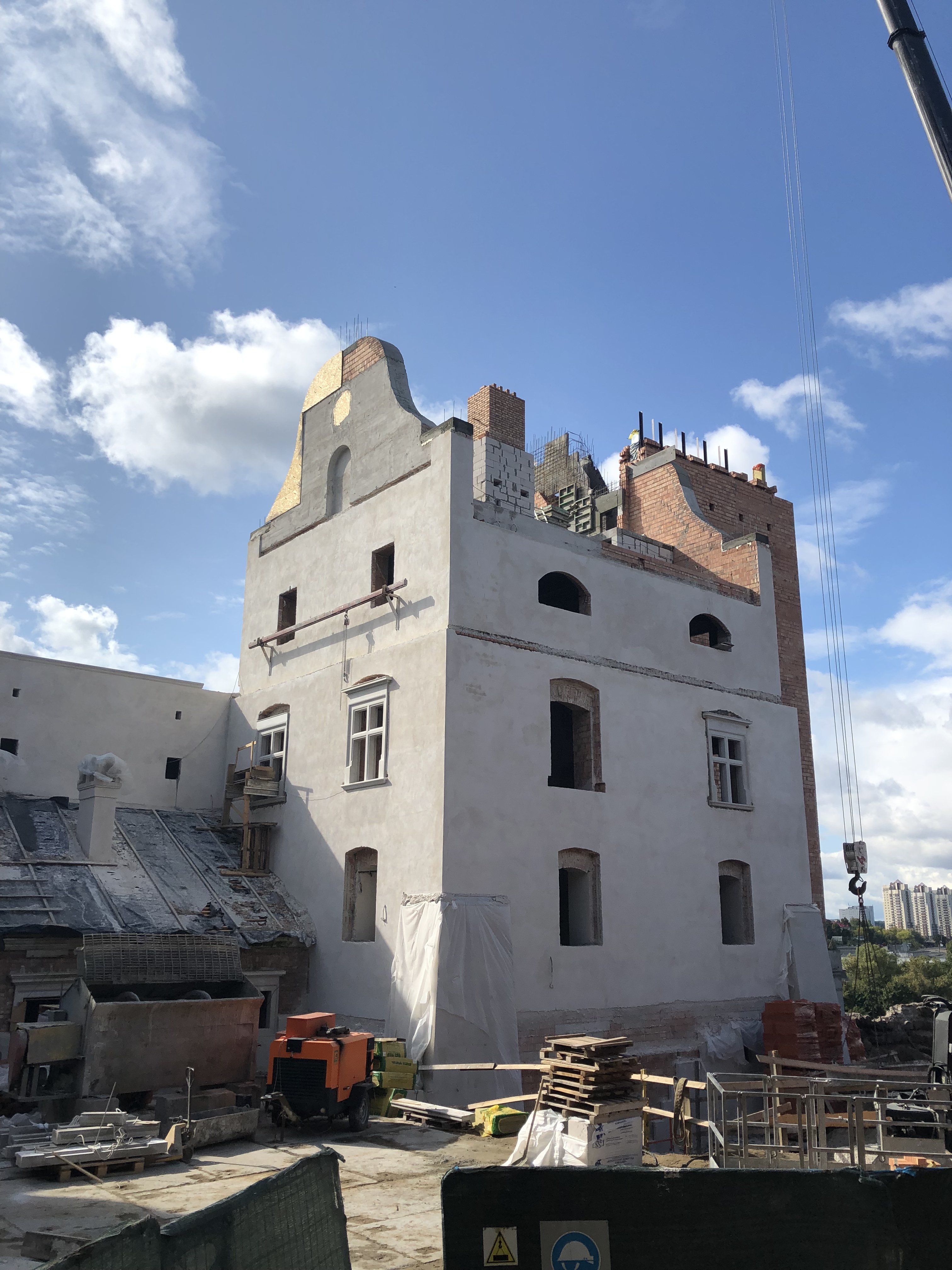
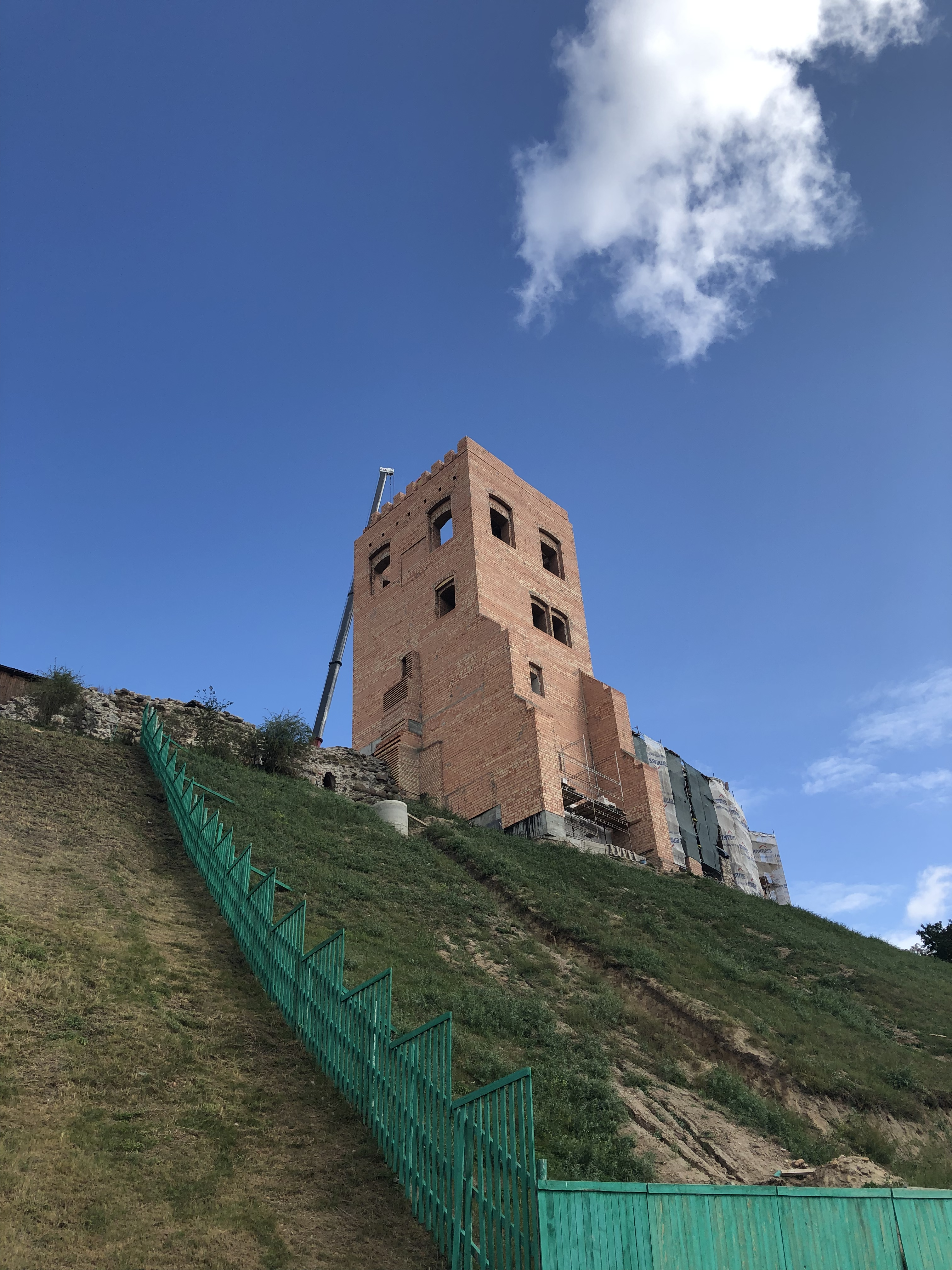
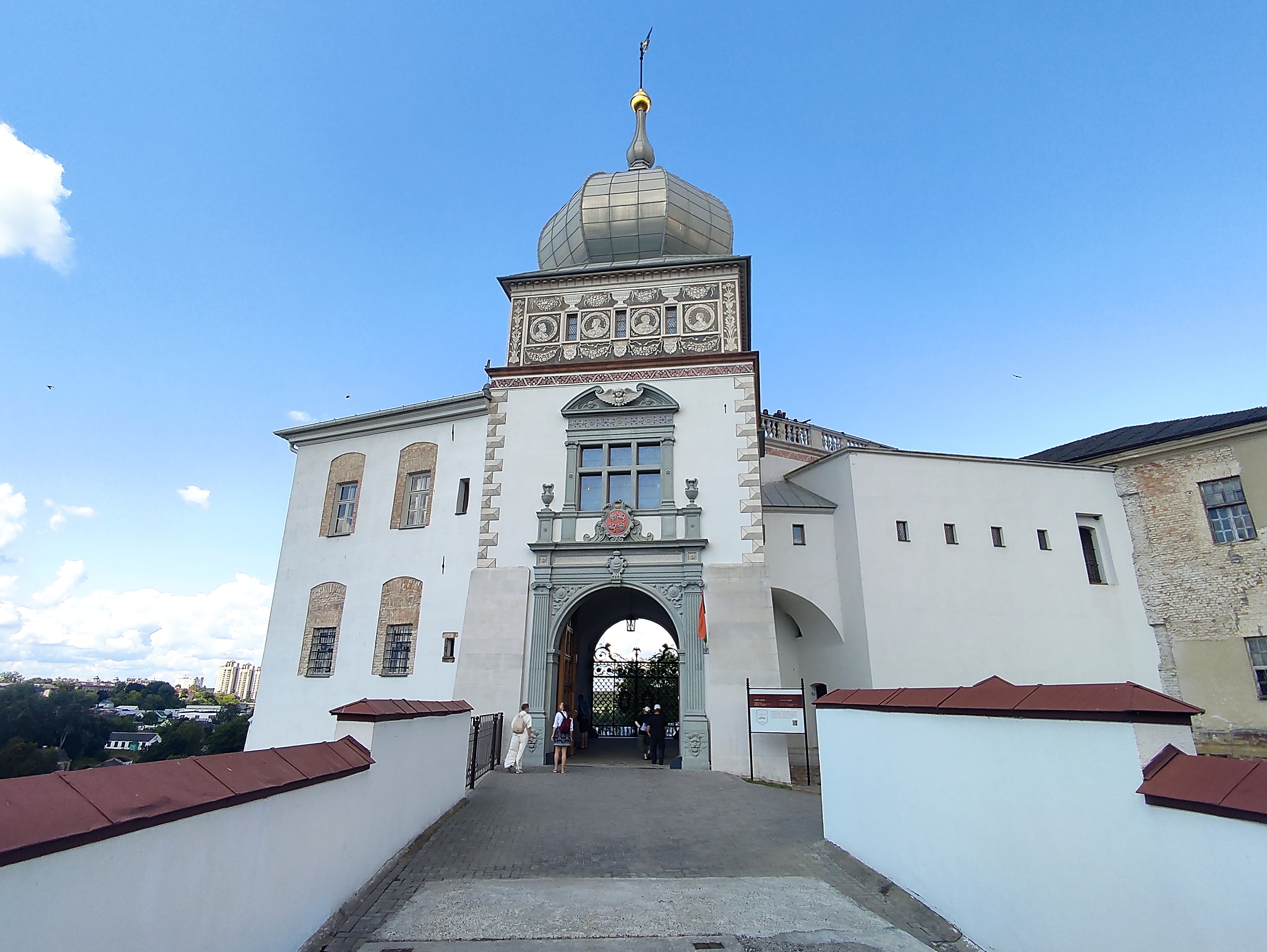

## Планы и фото

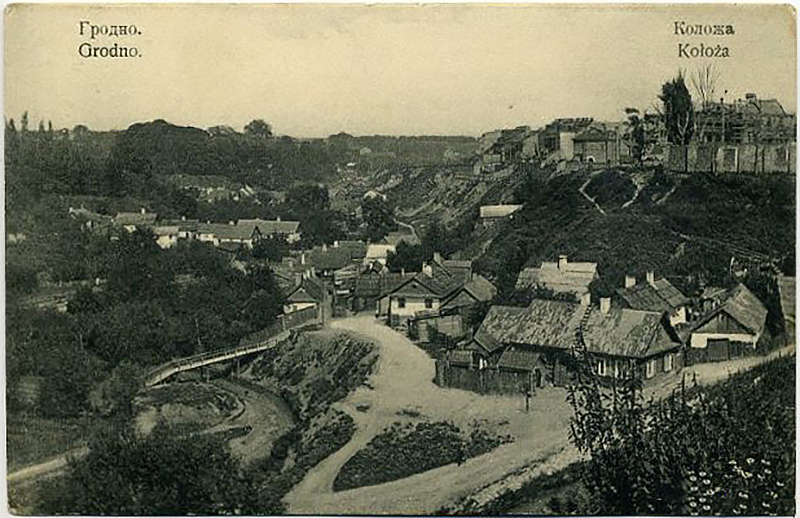
Река Городничанка и руины Старого замка (слева) XX в.
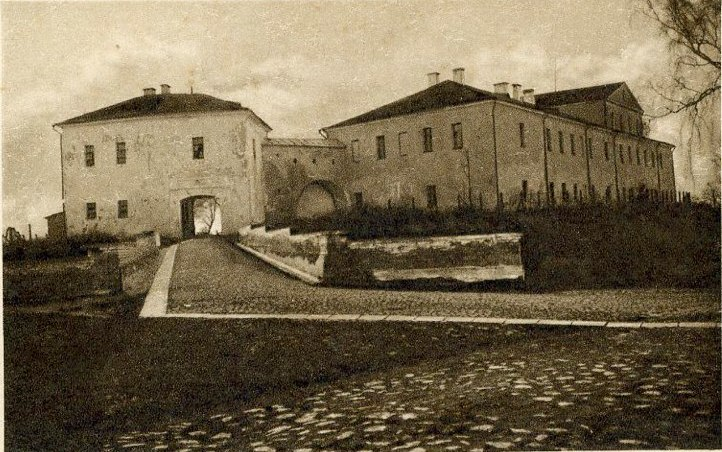
Въезд в Старый замок. 1930-е годы
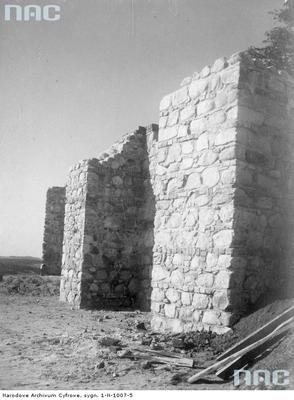
Стены замка Витовта на фото 1930-х годов
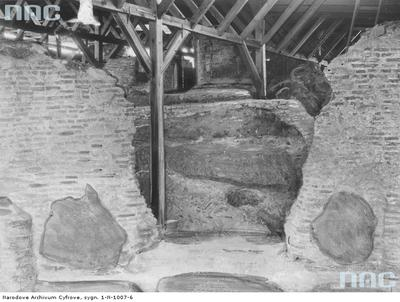
Руины Нижней церкви. Фото 1930-х гг.
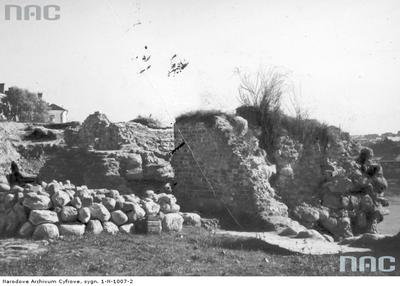
Руины стен и сооружений. Около 1930-х гг.
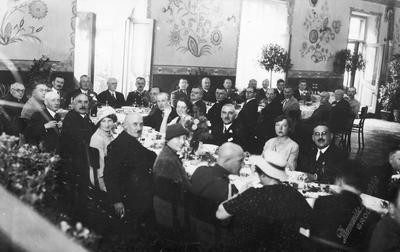
Заседание археологической комиссии в Старом замке. 1934 год
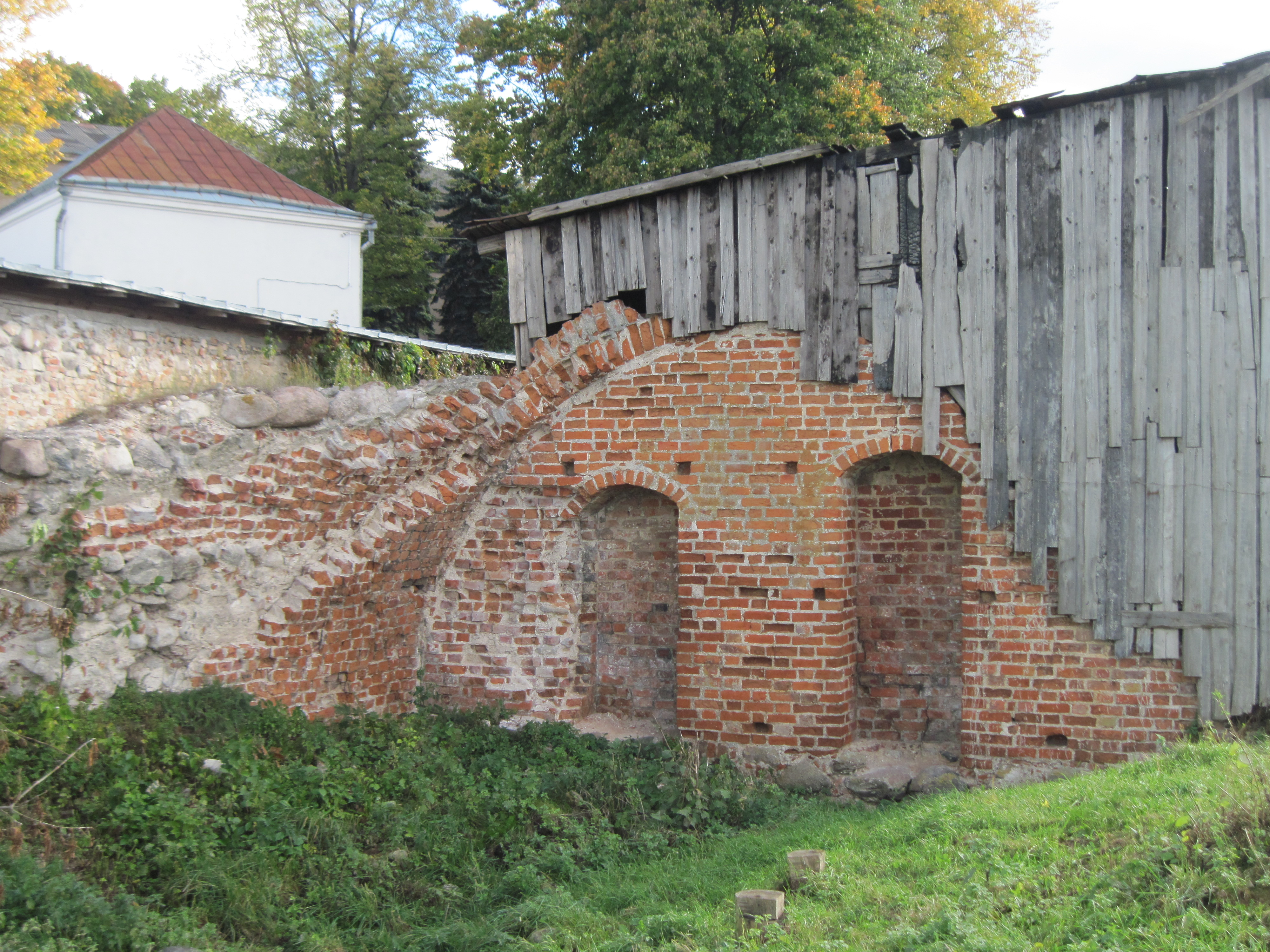
Руины княжеского дворца XII в. Современное состояние
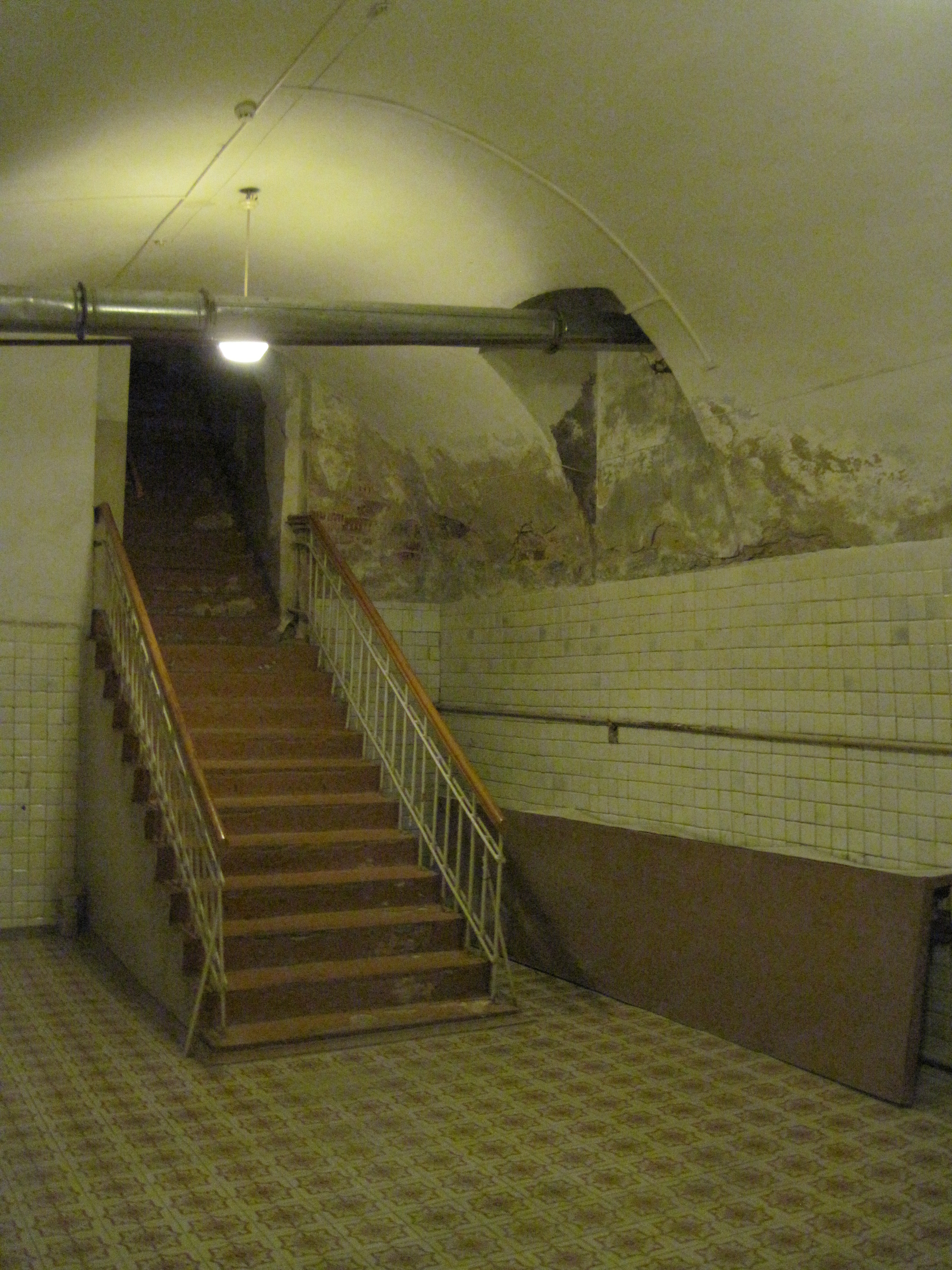
Подвал замка
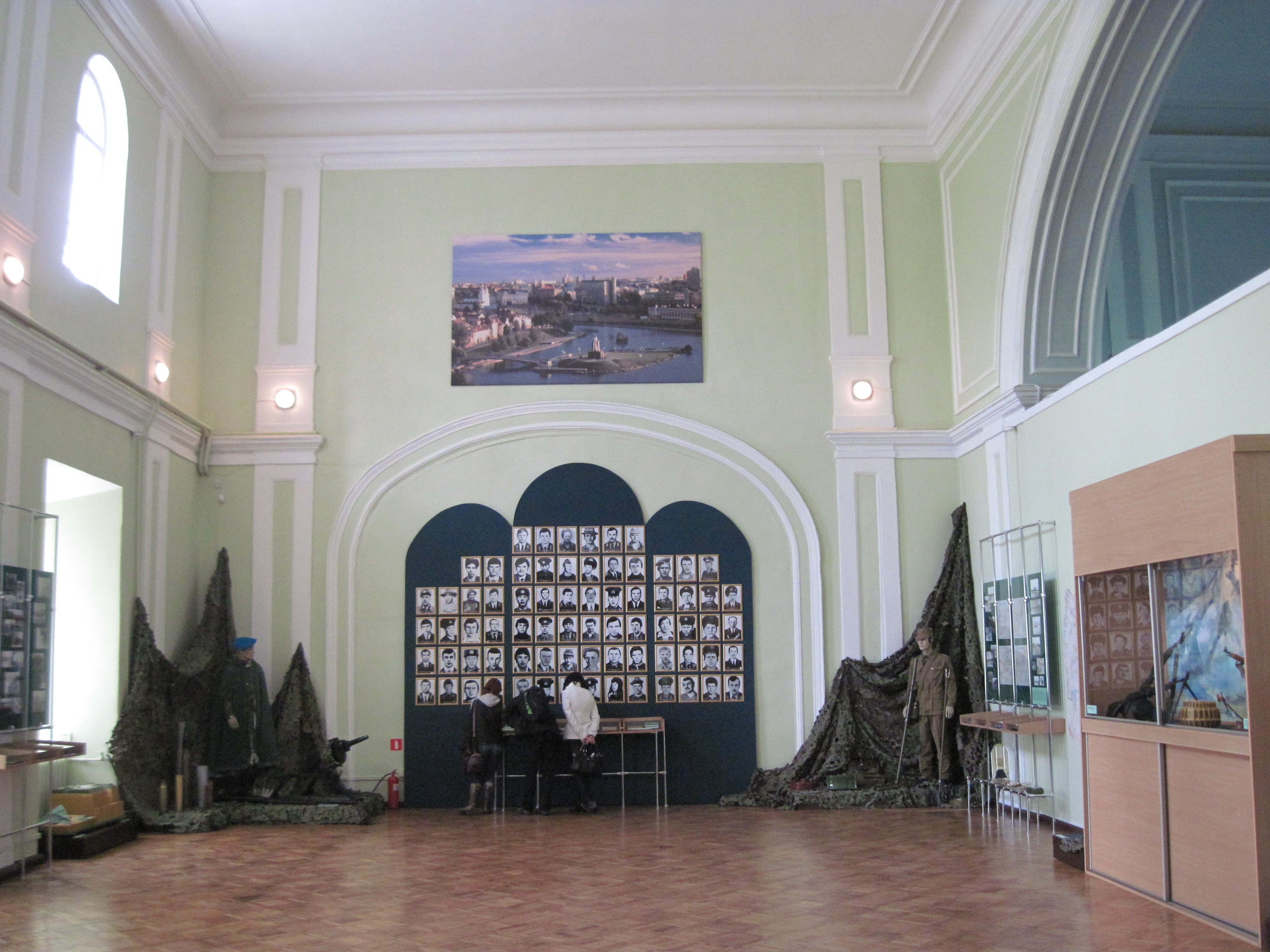
Второй и третий этажи дворца
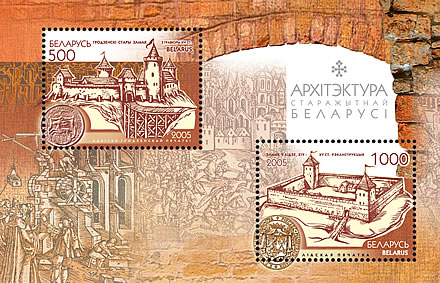
Старый замок на открытке (2005)